# Container đa phương thức

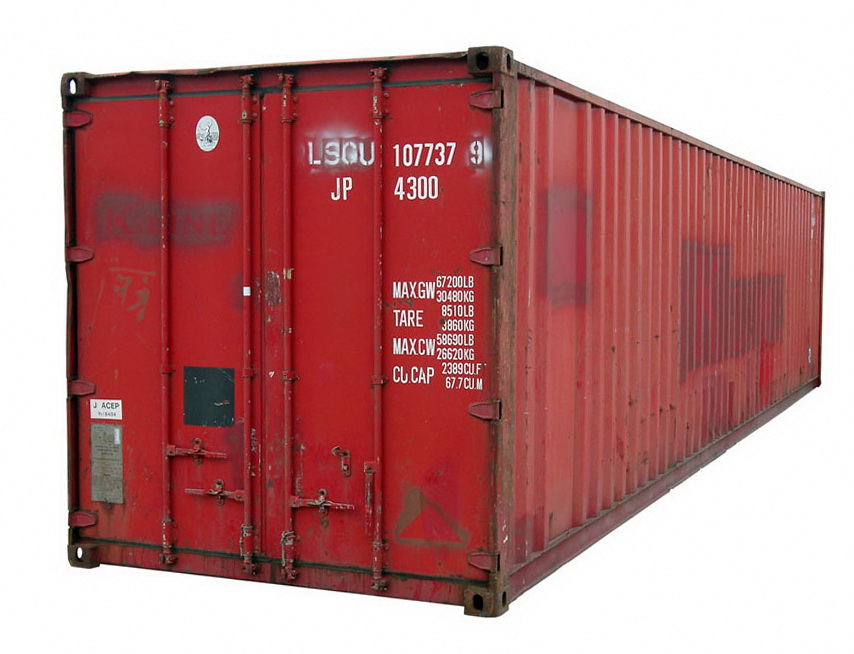
Chiếc container vận chuyển dài 40 ft. Ở mỗi trong tám góc của nó, có một phần quan trọng được gọi là corner casting để có thể kéo lên, xếp chồng và cố định.

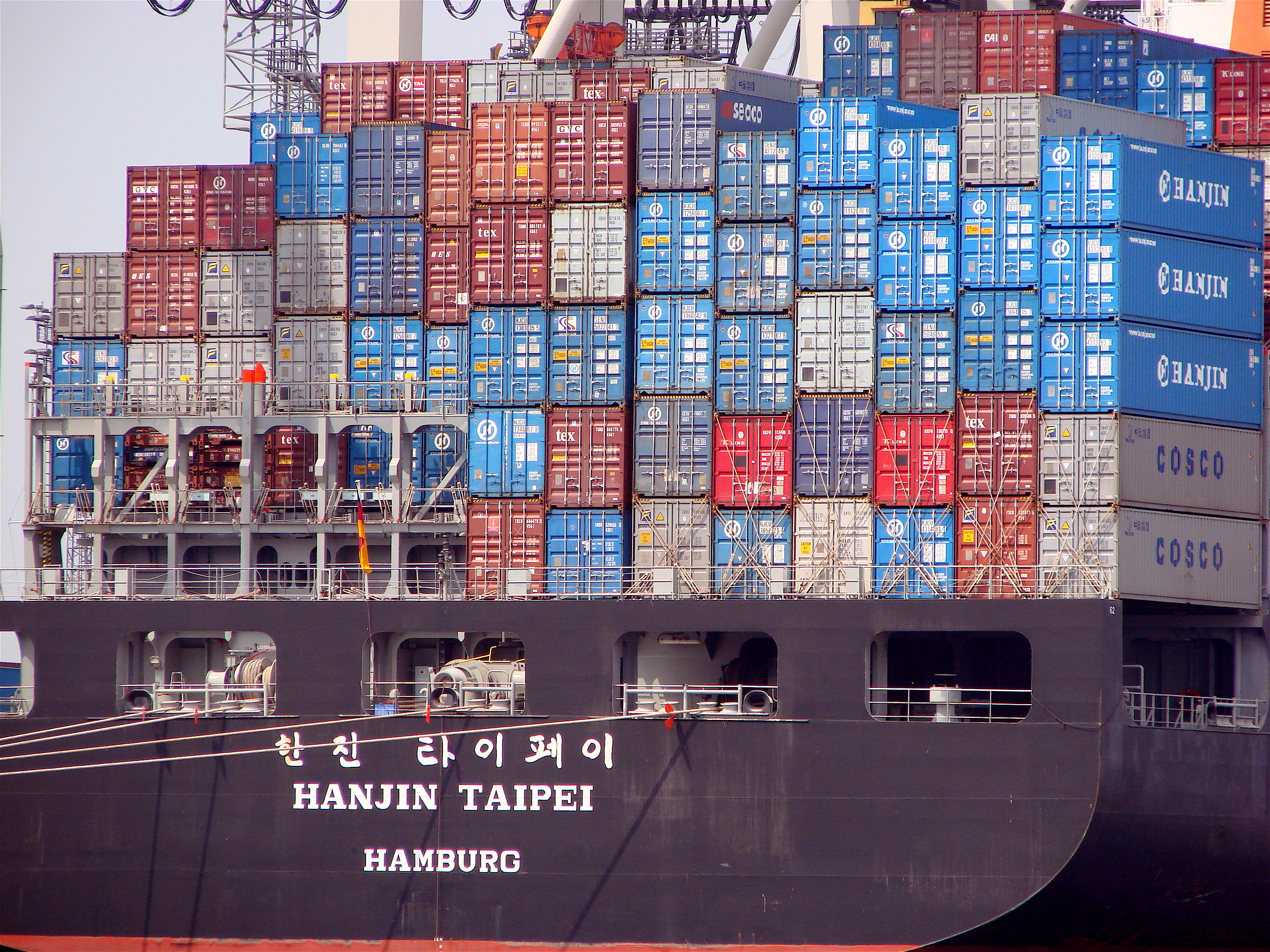
Các container được xếp chồng lên một con tàu lớn.

Container đa phương thức, thường được gọi là container vận chuyển hoặc ISO Container, là loại container lớn được thiết kế để chở hàng trên nhiều phương tiện khác nhau như tàu biển, đường sắt và xe tải mà không cần dỡ hàng ra. Chúng giúp lưu trữ và vận chuyển hàng hóa an toàn và hiệu quả trong hệ thống vận chuyển toàn cầu. Container đa phương thức được dùng để lưu trữ và vận chuyển hàng hóa an toàn và hiệu quả trong hệ thống vận chuyển toàn cầu, còn gọi là hệ thống vận chuyển container hóa. Còn có tên gọi khác như container hàng hóa, container vận chuyển, container biển, container đại dương, container van biển, container can biển, hay cả MILVAN, SEAVAN và RO/RO. Thuật ngữ CONEX (Box) cũng thường được sử dụng, nhưng không chính xác kỹ thuật vì nó xuất phát từ tên của một loại container CONEX thép nhỏ hơn, được sử dụng bởi Quân đội Hoa Kỳ, trước khi container ISO quốc tế ra đời.
Có nhiều loại và kích thước chuẩn cho container đa phương thức, nhưng 90% thuộc loại "container hàng khô" hoặc "container mục đích chung". Chúng là hộp chữ nhật bền vững, làm bằng thép Corten chống gỉ, rộng gần 8 foot (2,44 m), và dài chuẩn là 20 hoặc 40 foot (6,10 hoặc 12,19 m), theo tiêu chuẩn ISO 668:2020. Các chiều cao tiêu chuẩn trên toàn cầu là 8 foot 6 inch (2,59 m) và 9 foot 6 inch (2,90 m) - những cái sau được gọi là High Cube hoặc Hi-Cube (HC hoặc HQ) containers. Tùy theo nguồn, chúng còn gọi là TEUs (đơn vị tương đương 20 feet), tượng trưng cho kích thước 20 hoặc 40 feet.
Vào đầu thế kỷ 20, container đa phương thức chiều dài 40 feet xuất hiện và lan rộng vào thập kỷ 1960-1970 thông qua đổi mới của công ty vận chuyển biển Mỹ SeaLand. Giống như hộp bìa cứng và pallet, chúng giúp đóng gói hàng hóa vào lô hàng lớn hơn, tạo đơn vị hóa hàng dễ xử lý, di chuyển, xếp chồng và vận chuyển gọn gàng trên tàu và sân. Các container đa phương thức này có thiết kế chịu áp lực khi vận chuyển đa phương thức, dễ dàng xử lý và xếp chồng, và có thể được nhận biết qua dấu hiệu báo cáo độc nhất ISO 6346.
Năm 2012, có khoảng 20,5 triệu container đa phương thức trên toàn cầu, phù hợp với nhiều loại hàng hóa khác nhau. Chúng đã thay thế một phần lớn hình thức truyền thống về cargo đóng gói theo kiểu bảng - vào năm 2010, container chiếm 60% lưu lượng vận chuyển biển toàn cầu. Các phương thức vận chuyển thay thế chủ yếu cho hàng chất đống bao gồm tàu, xe ô tô và đơn vị nhẹ hơn cho hàng không theo định nghĩa của IATA.

## Miêu tả

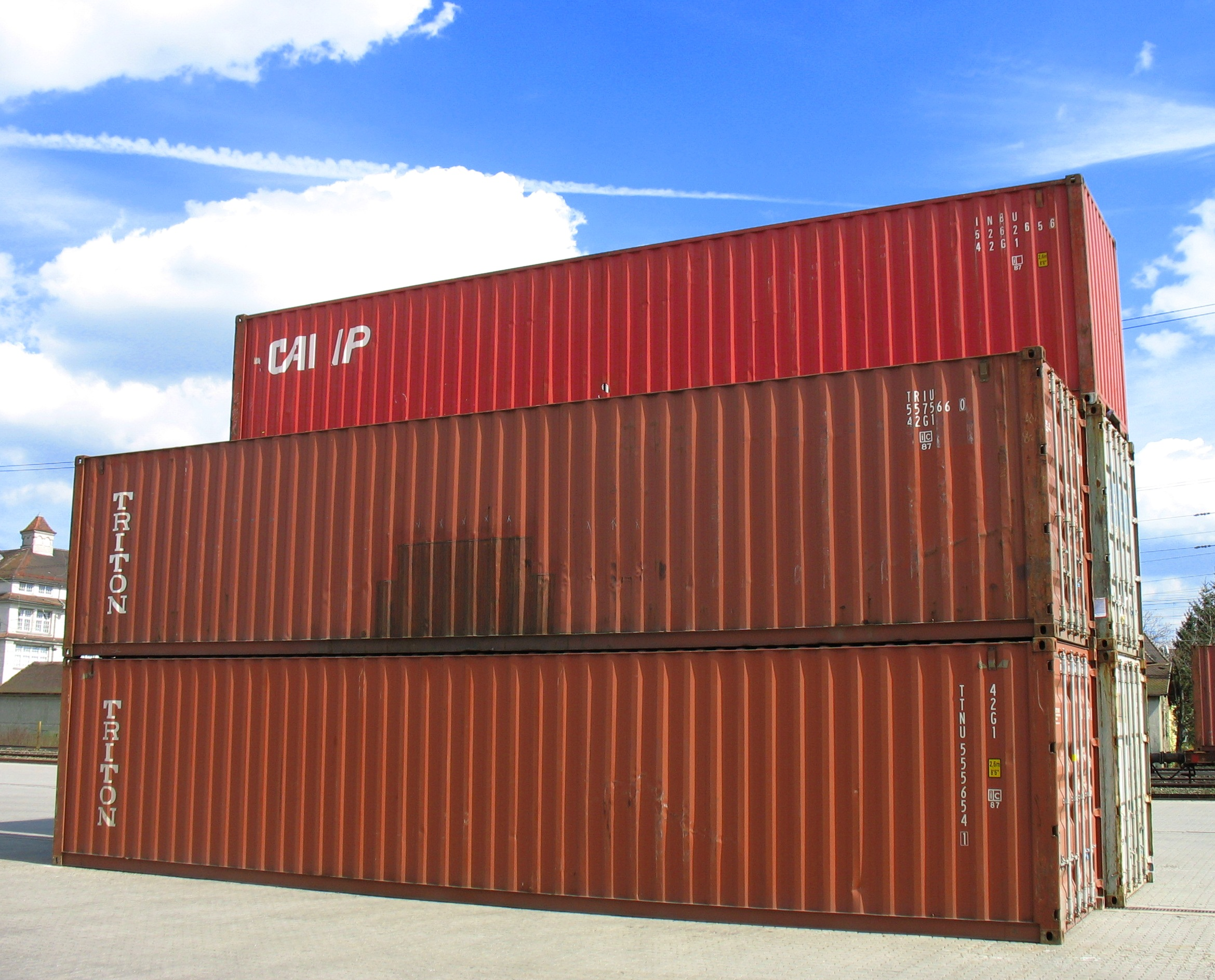
Các container 40 feet (12,2 m) chiếm 70% dung tích container thế giới, được đo bằng đơn vị tương đương hai mươi feet (TEUs)

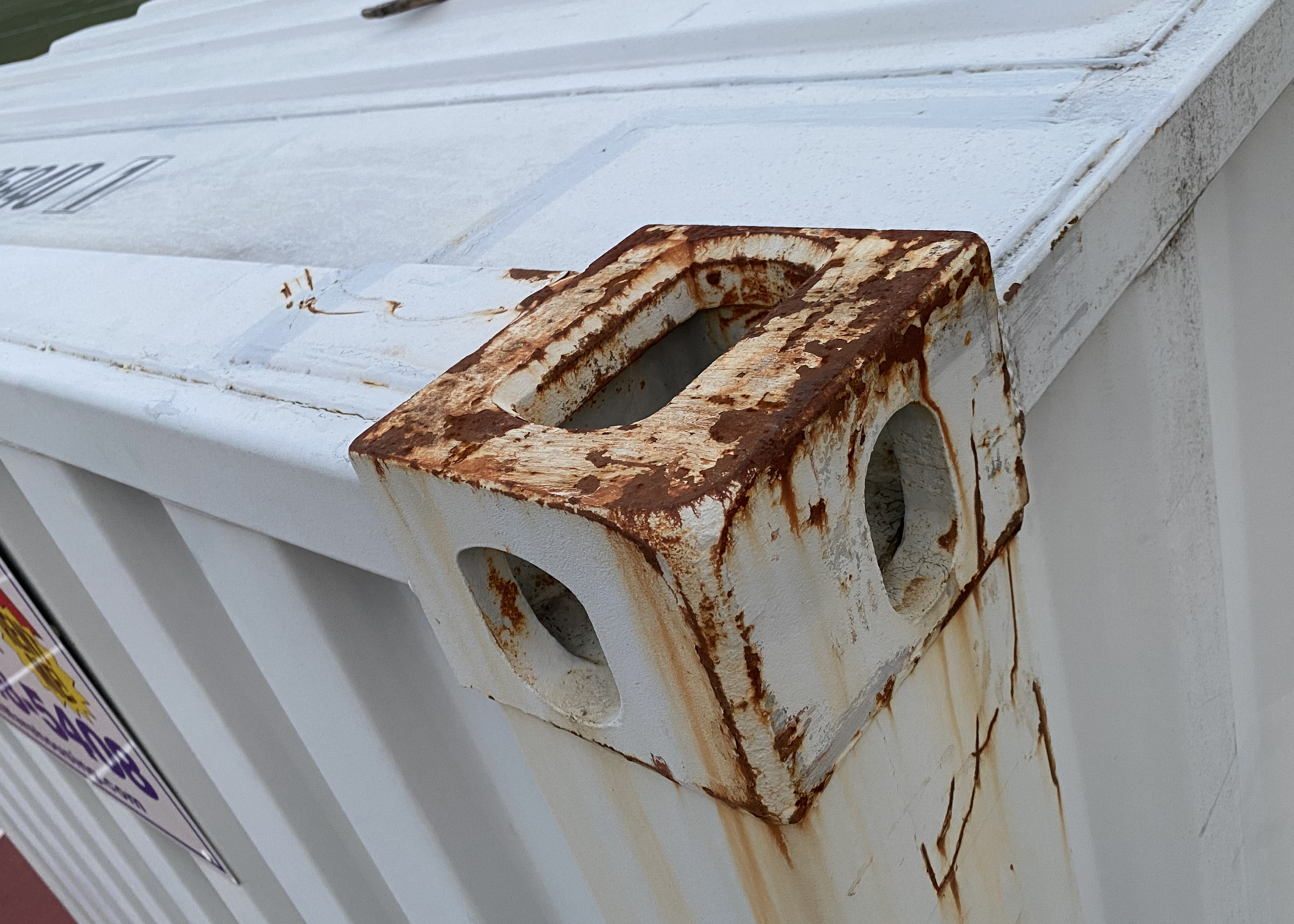
Bộ phận chuẩn được đặt ở tám góc của mỗi container. Các khóa xoay (twistlock) đi qua lỗ hình bầu dục lớn ở phần đáy. Các bộ phận hình bầu dục ở phần trên dùng để cài khóa xoay và cố định container khác ở phía trên.

Chín mươi phần trăm của toàn bộ đội container toàn cầu bao gồm container "hàng khô" hoặc "đa dụng" - cả các kích thước tiêu chuẩn và đặc biệt.
Và mặc dù chiều dài của các container dao động từ 8 đến 56 foot (2,4 đến 17,1 m), theo hai báo cáo điều tra container năm 2012 khoảng 80% container trên thế giới có chiều dài tiêu chuẩn là hai mươi hoặc bốn mươi feet của thiết kế hàng khô. Những container thông thường này có dạng hộp hình chữ nhật, đóng kín, có cửa ở một đầu và được làm từ thép gân chịu thời tiết corrugated (thông thường được gọi là CorTen) với sàn bằng plywood Mặc dù việc gắn gân vào tấm kim loại dùng cho các bên cạnh và mái của container đóng góp đáng kể vào độ cứng và sức chồng xếp của container, tương tự như trong tấm sắt gân sóng hoặc trong hộp bìa gân sóng, các bên gân sóng gây ra sự cản trở động học và gây mất tới 10% nhiên liệu trong vận chuyển đường bộ hoặc đường sắt, so với xe tải bên ngoài bằng phẳng.
Các container tiêu chuẩn có chiều rộng 8 foot (2,44 m), chiều cao 8 ft 6 in (2,59 m), mặc dù các đơn vị "High Cube" hoặc "hi-cube" cao hơn với chiều cao 9 foot 6 inch (2,90 m) đã trở nên rất phổ biến trong những năm gần đây. Vào cuối năm 2013, container 40 feet high-cube đã chiếm hơn 50% trong tổng số đội container hàng hải thế giới, theo báo cáo Điều tra Container của Drewry.
Khoảng 90% tổng số container trên toàn cầu có độ dài là khoảng 20 foot (6,1 m) hoặc 40 foot (12,2 m) theo đơn vị đo lường danh nghĩa, tuy nhiên, Hoa Kỳ và Canada cũng sử dụng các đơn vị dài hơn với độ dài 45 ft (13,7 m), 48 ft (14,6 m) và 53 ft (16,15 m). Các container ISO có các bộ phận đúc với lỗ để gắn các khóa xoay (twistlock) ở tám góc, cho phép cầm container từ trên, dưới hoặc bên hông, và chúng có thể xếp lên đến mười container cao.

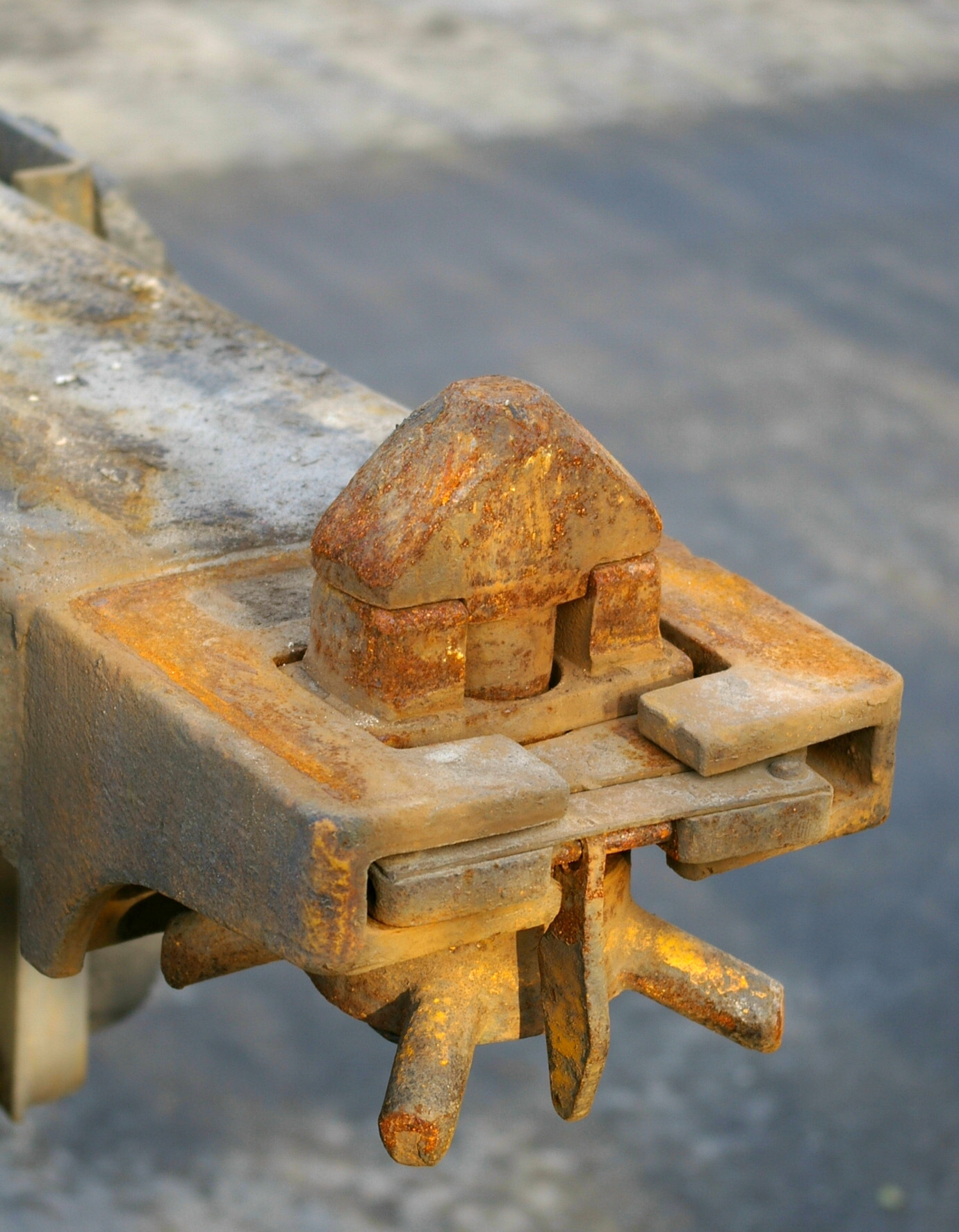
Khóa xoay ở góc của một xe trailer đường bộ

Mặc dù tiêu chuẩn ISO 1496 của năm 1990 chỉ yêu cầu xếp lên tới chín container cao, và chỉ đối với các container có trọng lượng 24.000 kg (53.000 lb), nhưng các tàu container cỡ lớn loại Post New Panamax và lớp Maersk Triple E hiện nay xếp chúng lên tới mười hoặc mười một container cao. Hơn nữa, các tàu như tàu Maersk Triple E Marie Maersk không còn sử dụng các ngăn riêng biệt trong khoang hàng, và các ngăn khác trên boong tàu - thay vào đó, chúng tối ưu hóa dung tích bằng cách xếp liên tục từ đáy thân tàu, lên tới 21 container cao. Điều này yêu cầu kế hoạch hóa tự động, trong đó container nặng được duy trì theo hệ thống ở dưới cùng của ngăn xếp, và container nhẹ ở phía trên - không chỉ để ổn định tàu, mà còn để tránh quá tải và sự sụp đổ của các container dưới đáy.
Các container nội địa khu vực, chẳng hạn như container châu Âu, Nhật Bản và Hoa Kỳ, chủ yếu được vận chuyển bằng đường bộ và đường sắt, và thường chỉ có thể xếp lên đến hai hoặc ba container chất. Mặc dù hai đầu container khá cứng cáp, chúng có chút đàn hồi trong quá trình vận chuyển.
Khả năng chứa của các container thường được đo bằng đơn vị tương đương hồi 20 feet (TEU), hay thường gọi là "teu". Một TEU tương đương với khả năng chứa hàng của một container chuẩn dài 20 feet. Tuy nhiên, đây chỉ là một con số xấp xỉ, không tính đến chiều cao của container. Ví dụ, cả container cao 9 feet 6 inch (loại high-cube) và container 20 feet mà có chiều cao 4 feet 3 inch (loại half-height) đều được tính là một TEU. Tương tự, container dài hơn thường 45 feet thường chỉ tính là hai TEU, không khác gì so với các container chuẩn dài 40 feet. Hai TEU tương đương với một FEU (đơn vị tương đương hồi 40 feet).
Vào năm 2014, tổng số container trên toàn cầu đã tăng lên 36,6 triệu TEU, dựa trên Bản điều tra Container của Drewry Shipping Consultants. Ngoài ra, vào năm 2014, lần đầu tiên trong lịch sử, các container high-cube (cao hơn chuẩn) chiếm phần lớn số lượng container hoạt động, tính theo TEU. Vào năm 2019, công ty khởi nghiệp về phân tích dữ liệu vận tải toàn cầu Upply đã chú ý rằng vai trò của Trung Quốc như 'nhà máy của thế giới' đã thúc đẩy việc sử dụng các container 40 feet, trong khi container 1 TEU chỉ chiếm 20% số lượng trên các tuyến đường hàng hải chủ lực từ đông sang tây, và nhu cầu vận chuyển chúng đang giảm. Trong thế kỷ 21, thị trường đã chuyển dần sang sử dụng nhiều container high-cube dài 40 feet hơn, cả trong việc vận chuyển hàng khô và hàng lạnh. Đơn vị 40 feet đã trở thành tiêu chuẩn đến mức ngành vận tải biển giờ đây chỉ tính ít hơn 30% phí cho việc vận chuyển container 40 feet so với việc vận chuyển container 1 TEU. Mặc dù container 20 feet thường được sử dụng để vận chuyển hàng nặng và đóng góp ổn định cho cả tàu và doanh thu, các hãng vận chuyển thường phạt mạnh việc vận chuyển container 1 TEU hơn.
Đối với nhà sản xuất container, container high-cube dài 40 feet đang chiếm ưu thế trong nhu cầu cả cho hàng khô và hàng lạnh. Giá sản xuất container khô thông thường dao động khoảng từ $1750 đến $2000 Mỹ kim cho mỗi đơn vị tương đương container (CEU), và khoảng 90% số lượng container trên toàn cầu được sản xuất tại Trung Quốc. Độ tuổi trung bình của đội container toàn cầu là hơn 5 năm từ cuối năm 1994 đến cuối năm 2009, điều này có nghĩa là các container vẫn được sử dụng trong hơn 10 năm.

### Hầm ống gù
"Hầm ống gù", một đục lỗ trong cấu trúc sàn, phù hợp với phần "ống gù" trên các xe bán trailer container chuyên dụng, là một đặc điểm bắt buộc trong cấu trúc dưới cùng của các container 1AAA và 1EEE (40- và 45-ft high-cube), và tùy chọn nhưng thường thấy trên các container có chiều cao chuẩn, dài 40 feet và hơn.

## Các kích thước khác

### Container RACE của Úc
Ở Úc, các container RACE cũng rộng hơn một chút để phù hợp với việc sử dụng Pallet tiêu chuẩn Úc, hoặc chúng có chiều dài 41 ft (12,5 m) và chiều rộng 2,5 m (8 ft 2 in) để có thể chứa lên đến 40 pallet.

### Các container rộng theo tiêu chuẩn châu Âu

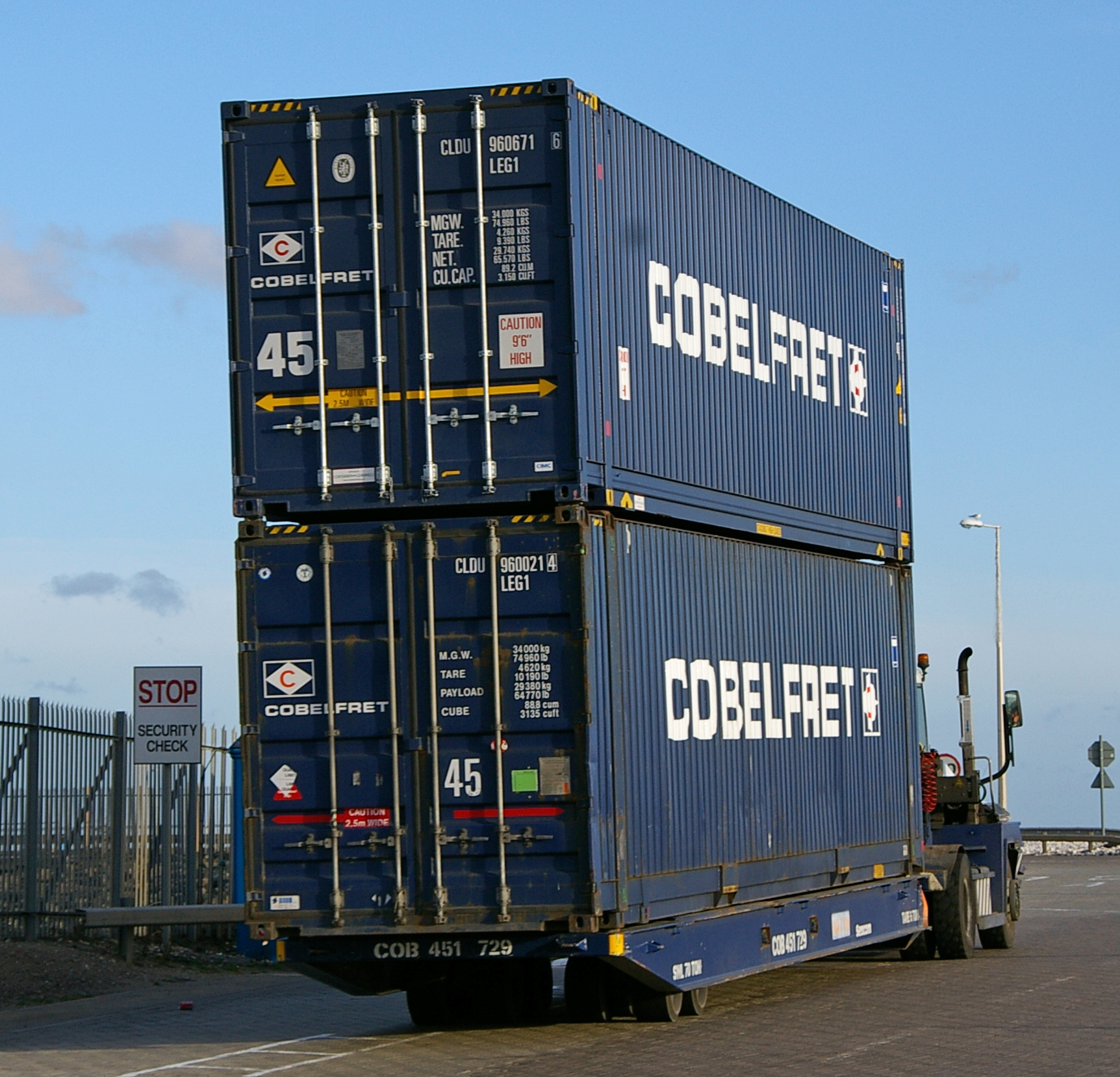
Hai container 'High-cube' 45-foot trên một xe kéo cuốn-lên/cuốn-xuống (RoRo). Văn bản trong mũi tên màu vàng trên đơn vị trên cùng cho thấy chiều rộng bổ sung 2,50 m.

Các container rộng theo tiêu chuẩn châu Âu (gọi tắt là PW) rộng hơn một chút và có gân sọc bên hông nông hơn để cung cấp đủ chiều rộng bên trong, cho phép các pallet châu Âu thông thường Euro-pallet có kích thước 1,20 m (47+1⁄4 in) dài và 0,80 m (31+1⁄2 in) rộng, được nạp với hiệu suất và dung tích lớn hơn. Với chiều rộng bên trong thông thường khoảng 2,44 m (96+1⁄8 in), (tăng khoảng ~10 xentimét (3+15⁄16 in) so với chiều rộng thông thường của ISO là 2,34 m (92+1⁄8 in),), các container rộng theo tiêu chuẩn châu Âu tạo ra chiều rộng sàn bên trong có thể sử dụng là 2,40 m (94+1⁄2 in), so với 2,00 m (78+3⁄4 in) trong các container tiêu chuẩn. Điều này cho phép người dùng nạp hai pallet Euro cùng nhau theo chiều rộng hoặc ba pallet theo chiều dọc (nếu pallet được xếp gọn gàng, không tràn ra ngoài), trong khi trong các container tiêu chuẩn ISO, một dải chiều rộng sàn bên trong khoảng 33 xentimét (13 in) không thể được sử dụng bởi các pallet Euro.
Do đó, mặc dù gần như có thể thay thế hoàn toàn:
- Một container PW 20-foot có thể nạp 15 pallet Euro – nhiều hơn 4 pallet, hoặc tốt hơn 36% so với 11 pallet thông thường trong một đơn vị 20-foot tiêu chuẩn ISO
- Một container PW 40-foot có thể nạp 30 pallet Euro – nhiều hơn 5 pallet, hoặc tốt hơn 20% so với 25 pallet trong một đơn vị 40-foot tiêu chuẩn.
- Một container PW 45-foot có thể nạp 34 pallet Euro – nhiều hơn 7 pallet, hoặc tốt hơn 26% so với 27 pallet trong một container 45-foot tiêu chuẩn.

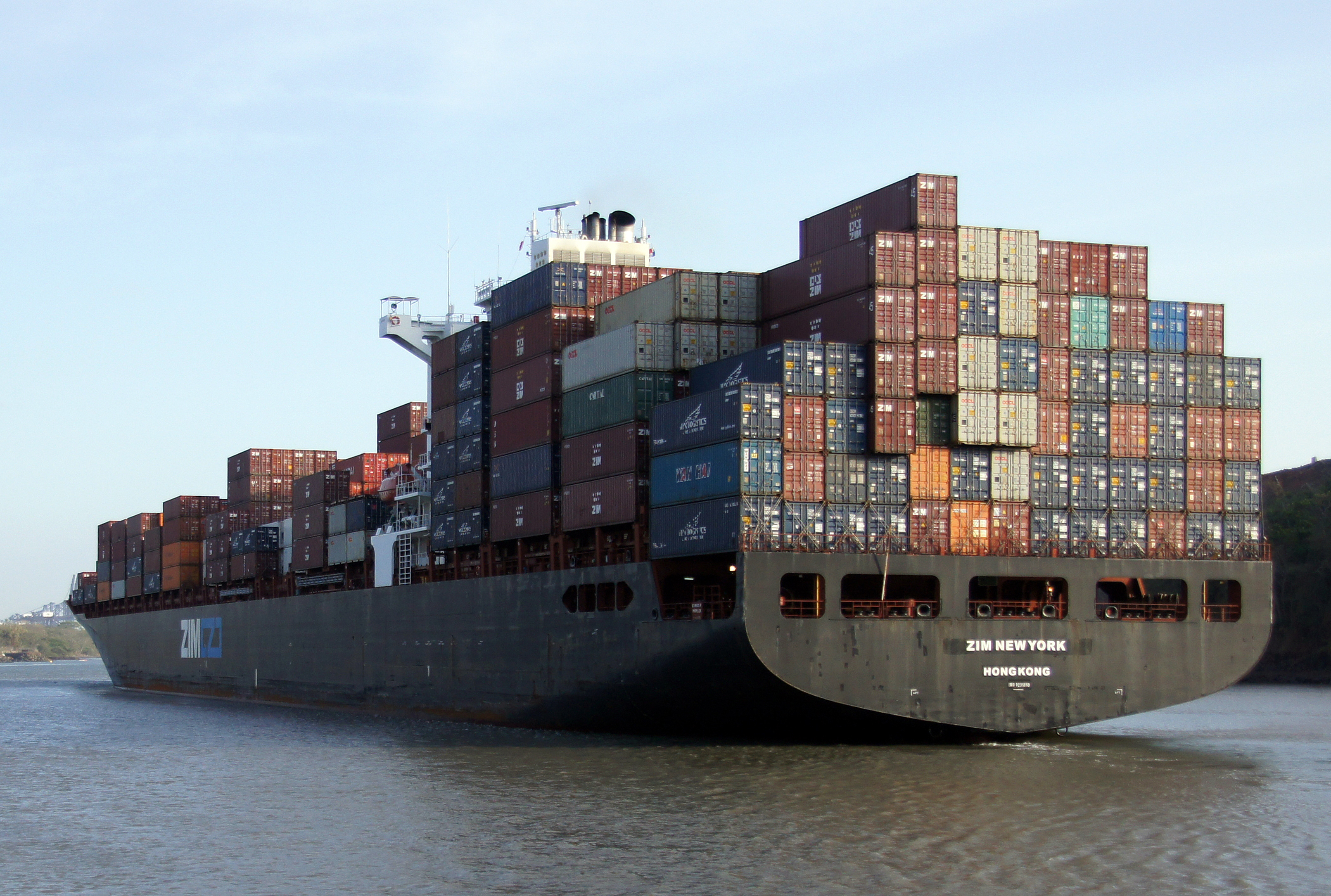
Có thể thấy các container 45-foot vượt ra ngoài 2,5 ft, là một phần của những đống container 40-foot phía sau của tàu này.

Một số container rộng theo tiêu chuẩn pallet được làm bằng cách hàn thêm bề mặt bên hông, khiến các gân sọc nổi lên ra ngoài thay vì lõm vào bên trong. Một số container rộng theo tiêu chuẩn pallet có chiều rộng chỉ 2.462 m (96.929+1⁄8 in), còn những cái khác có chiều rộng 2,50 m (98+3⁄8 in).
Container high-cube rộng theo tiêu chuẩn pallet 45 ft (13,72 m) được sử dụng phổ biến, vì chúng có thể thay thế thân xe đổi chỗ 13,6 m (44 ft 7+3⁄8 in) thông thường cho vận chuyển bằng xe tải ở châu Âu. Liên minh châu Âu đã bắt đầu tiêu chuẩn hóa việc đóng container rộng theo tiêu chuẩn pallet trong dự án Đơn vị Tải chồng Tương hợp Châu Âu (EILU).
Nhiều nhà cung cấp vận tải biển ở châu Âu cho phép sử dụng chúng trên tàu, vì chiều rộng bên ngoài của chúng so với các container tiêu chuẩn khá nhỏ, vẫn vừa vặn trong không gian gắn kết thông thường trong khoang tàu, miễn là các mẫu nút góc (cả ở sàn và trên cùng) vẫn phù hợp với các đơn vị 40-foot thông thường để xếp chồng và cố định.

### Container ở Bắc Mỹ

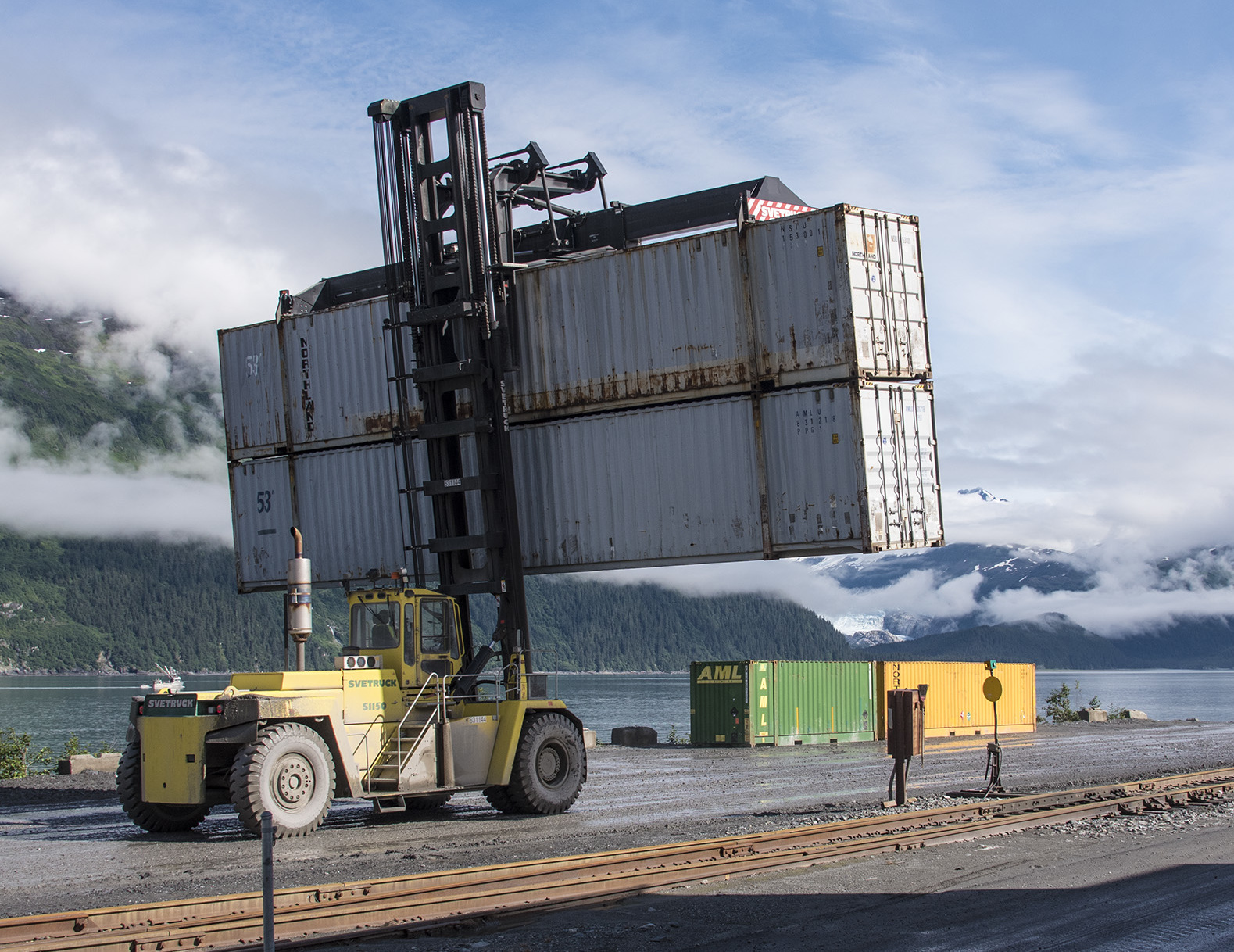
Xe nâng "Toplifter" di chuyển hai container trống dài 53 feet bằng những cột dài 40 feet của chúng

Thị trường Bắc Mỹ đã rộng rãi áp dụng container hóa, đặc biệt là cho các lô hàng trong nước cần di chuyển giữa đường bộ và đường sắt. Mặc dù chúng có vẻ tương tự với các container theo tiêu chuẩn ISO, nhưng có một số khác biệt đáng kể: chúng được coi là loại High-Cube dựa trên chiều cao tiêu chuẩn ISO 9 ft 6 in (2,90 m), chiều rộng 102 inch (2,6 m) tương ứng với chiều rộng tối đa của các phương tiện giao thông đường bộ trong khu vực nhưng rộng hơn 6 inch (15 cm) so với các container tiêu chuẩn ISO, và chúng thường không được xây dựng đủ mạnh để chịu được khắc nghiệt của vận chuyển biển.

#### Container 48 feet
Các container Bắc Mỹ đầu tiên ra thị trường có chiều dài 48 foot (15 m). Kích thước này được công ty vận tải container American President Lines (APL) giới thiệu vào năm 1986. Kích thước của các container phù hợp với các quy định liên bang mới được thông qua vào năm 1983, cấm các tiểu bang cấm hoạt động của xe rơ moóc đơn dài dưới 48 feet hoặc rộng 102 inches. Với chiều dài 8 foot (2,44 m) và rộng hơn 6 inch (15 cm), chúng có dung tích 29% lớn hơn so với container High-Cube tiêu chuẩn dài 40 feet, nhưng chi phí di chuyển bằng xe tải hoặc đường sắt gần như giống nhau.

#### Container 53 feet

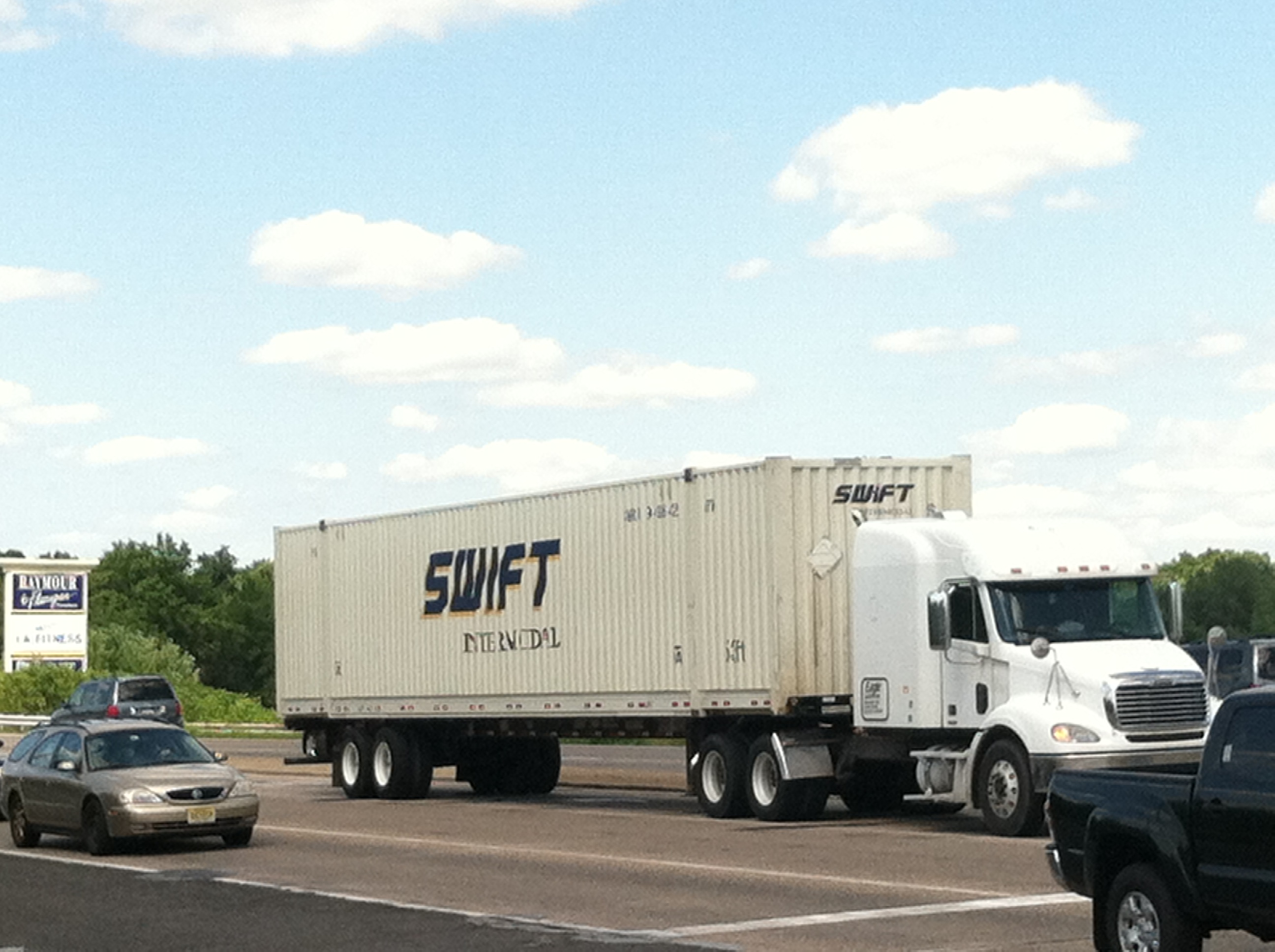
Container nội địa Swift 53 feet

Vào cuối những năm 1980, chính phủ liên bang công bố sẽ một lần nữa cho phép tăng chiều dài của xe rơ moóc lên 53 foot (16 m) vào đầu năm 1990. Dự đoán đến sự thay đổi này, container dài 53 feet đã được giới thiệu vào năm 1989. Những hộp lớn này có dung tích lớn hơn 60% so với container dài 40 feet, cho phép người gửi hàng tổng hợp nhiều hàng hóa vào ít container hơn.
Năm 2007, APL giới thiệu các container dài 53 feet đầu tiên có thể chịu được hành trình trên tuyến dịch vụ từ Trung Quốc Nam đến Los Angeles. Năm 2013, APL ngừng cung cấp không gian cho container dài 53 feet trên các tàu chạy quốc tế trên Thái Bình Dương của họ. Năm 2015, cả Crowley và TOTE Maritime đều thông báo xây dựng tàu container và tàu roll-on/roll-off kết hợp lần thứ hai cho thương mại Puerto Rico, với thiết kế cụ thể để tối đa hóa dung tích hàng hóa theo khối bằng cách vận chuyển container dài 53 feet, rộng 102 inch wide (2.591 mm). Trong lãnh thổ Canada, Oceanex cung cấp dịch vụ container dài 53 feet ra và vào Newfoundland. Container dài 53 feet cũng được sử dụng trên một số tuyến vận chuyển quốc tế châu Á Thái Bình Dương.

#### Container 60 feet ở Canada
Vào tháng 5 năm 2017, Canadian Tire và Canadian Pacific Railway thông báo triển khai các container nội địa 60 feet đầu tiên tại Bắc Mỹ. Các container này cho phép Canadian Tire tăng khối lượng hàng hóa gửi mỗi container lên 13%.

## Container nhỏ
Cho đến nay, tiêu chuẩn ISO 668 chưa bao giờ định chuẩn các container 10 ft (3 m) có cùng chiều cao như các container 20- và 40-foot được gọi là "chiều cao tiêu chuẩn", 8 ft 6 in (2,59 m). Theo tiêu chuẩn ISO, container 10-foot (bao gồm cả các loại hộp 5-ft và 61⁄2-ft trong quá khứ) chỉ có chiều cao là 8-foot (2.44 m) và không có tên gọi cụ thể. Tuy nhiên, trong ngành công nghiệp, các đơn vị 10-foot thường được làm với chiều cao 8 ft 6 in (2,59 m), để phù hợp hơn, cùng xếp chồng tốt hơn với các container cao 8 ft 6 in trong các tập đoàn container dài hơn. Ngược lại, các đơn vị nhỏ hơn không còn tuân theo tiêu chuẩn, dẫn đến chiều dài không đồng đều, như 8 ft (2,44 m) hoặc 6+1⁄2 ft (1,98 m), với chiều rộng không tiêu chuẩn lần lượt là 2.20 m / 86.6 in và 1.95 m / 76+3⁄4 in, cùng với chiều cao không tiêu chuẩn lần lượt là 2.26 m / 7 ft 5 in và 1.91 m / 6 ft 3.2 in, phù hợp cho việc lưu trữ hoặc sử dụng ngoài biển.

### Quân đội Hoa Kỳ
Quân đội Hoa Kỳ tiếp tục sử dụng các container nhỏ, rất giống với các container Transporter và Conex từ những năm 1950 và 1960. Chúng chủ yếu tuân theo các kích thước tiêu chuẩn ISO trước đây, hoặc là dẫn xuất trực tiếp từ chúng. Thuật ngữ hiện tại trong lực lượng vũ trang Hoa Kỳ gọi những container nhỏ này là Bicon, Tricon và Quadcon, với kích thước tương ứng với các kích thước tiêu chuẩn ISO 1D, 1E và 1F trước đây. Những container này có chiều cao chuẩn là 8 feet (khoảng 2,4 mét), và có kích thước bề mặt chân lần lượt gấp một nửa (Bicon), một phần ba (Tricon) hoặc một phần tư (Quadcon) so với kích thước của một container 20 feet tiêu chuẩn, còn gọi là một TEU. Với chiều dài tối thiểu là 10 feet (khoảng 3 mét), hai container Bicon được kết nối theo chiều dài tương đương với một container ISO 20 feet. Tuy nhiên, chiều cao của chúng chỉ còn thiếu 6 inch (khoảng 15 mm) so với chiều cao tiêu chuẩn của các container ISO 10 feet thông thường, là 8 feet 6 inch (khoảng 2,6 mét). Container Tricon và Quadcon phải được kết nối theo chiều ngang - ba hoặc bốn cái liên tiếp - để có thể xếp chồng lên các container 20 feet. Chiều dài 8 feet của chúng tương ứng với chiều rộng của một container 20 feet tiêu chuẩn, đó là lý do tại sao có lỗ cắm xe nâng ở cả hai đầu và cả hai bên của những hộp này, và cửa chỉ có một thanh khóa duy nhất. Chiếc Quadcon nhỏ nhất có hai chiều cao khác nhau: 96 inch (khoảng 2,4 mét) hoặc 82 inch (khoảng 2,1 mét). Chỉ có chiều cao 96 inch đáp ứng kích thước tiêu chuẩn ISO-668 (kích thước 1F).

### Nhật Bản: Container 12 feet
Trong vận chuyển hàng hóa bằng đường sắt nội địa tại Nhật Bản, hầu hết các container có chiều dài 12 ft (3,66 m) để phù hợp với kích thước tiêu chuẩn của pallet đặc biệt của Nhật.

Bộ sưu tập: Ví dụ về kích thước nhỏ của container
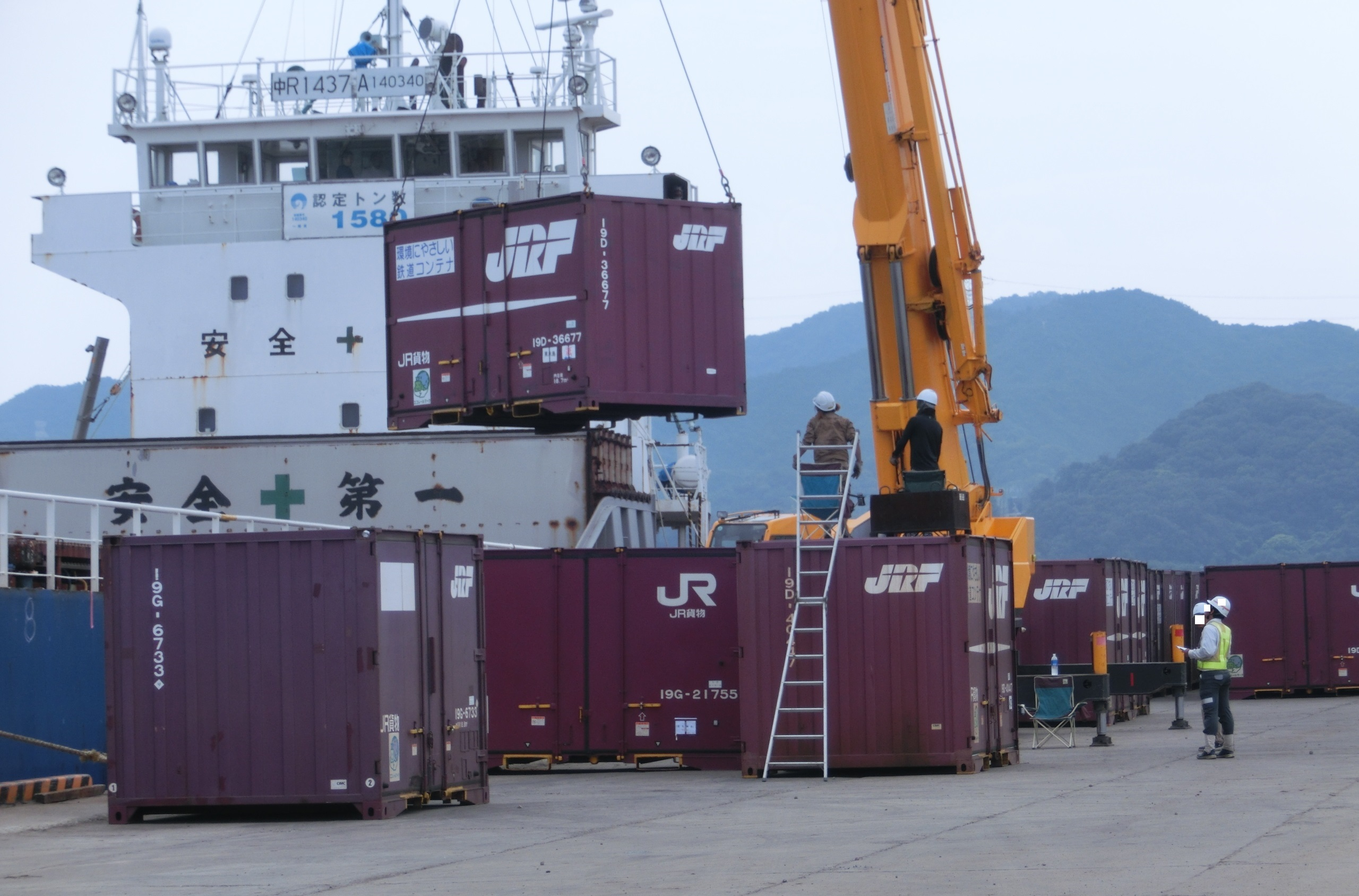
Container kiểu 19D dài 12 foot (3,66 m) được sử dụng bởi JR Freight tại Nhật Bản
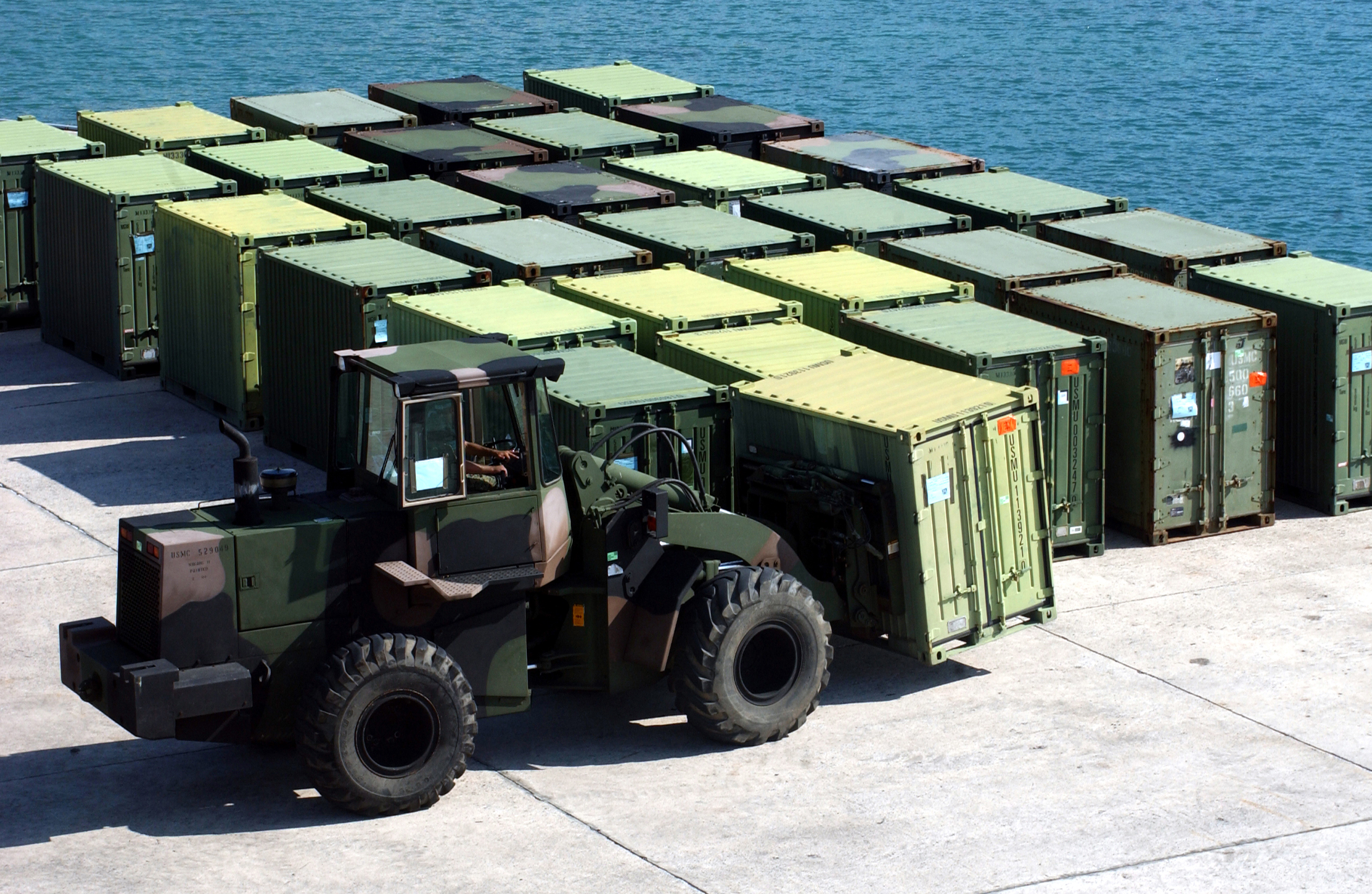
Xe kéo của Hải quân Hoa Kỳ di chuyển các container Quadcon tại Cảng Kin Red ở Okinawa (2005)
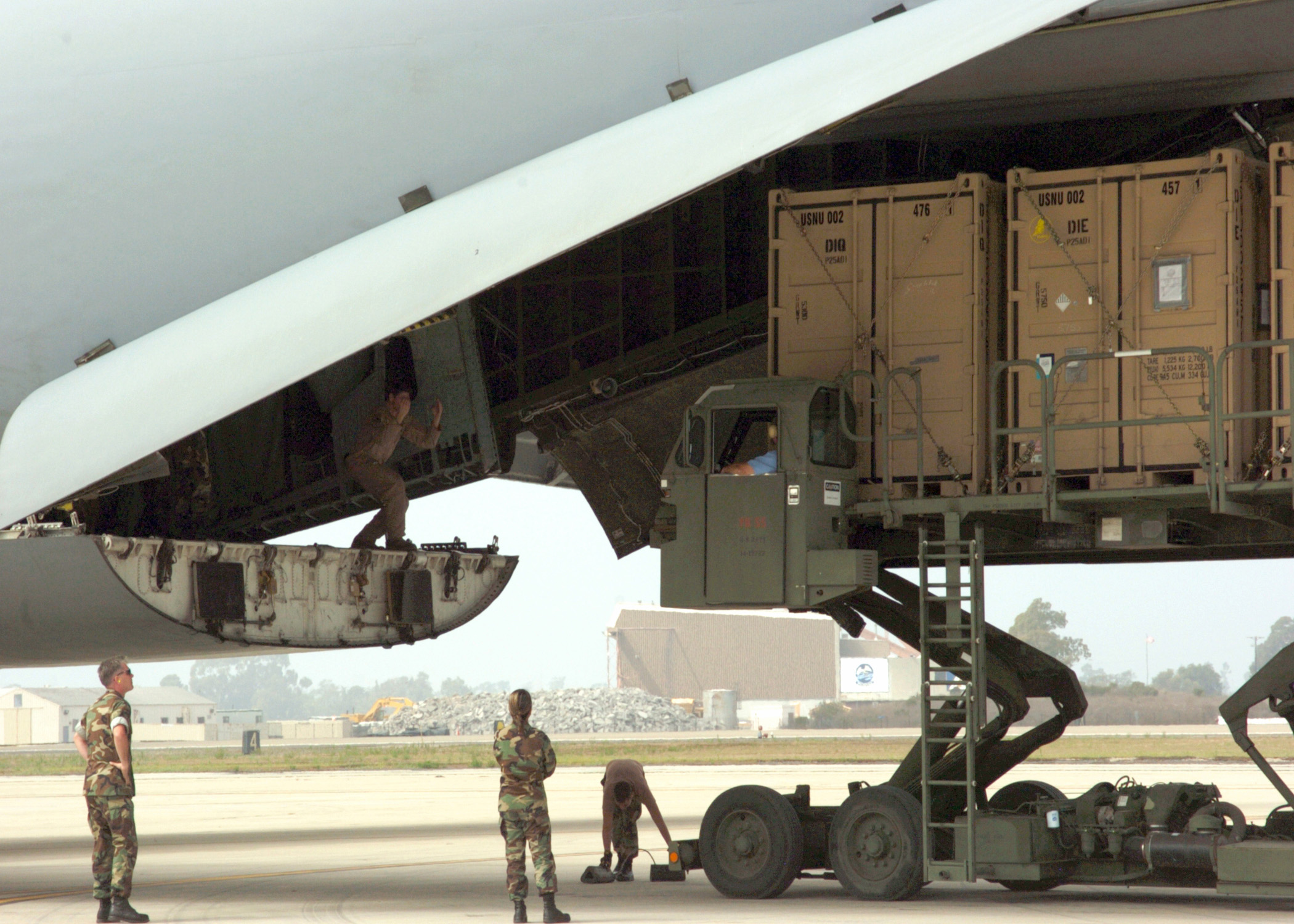
Hải quân Hoa Kỳ đang nạp các container Tricon chứa thiết bị xây dựng để thử nghiệm trên mặt trận tại Iraq, vào máy bay vận tải Lockheed C-5 Galaxy (2006)
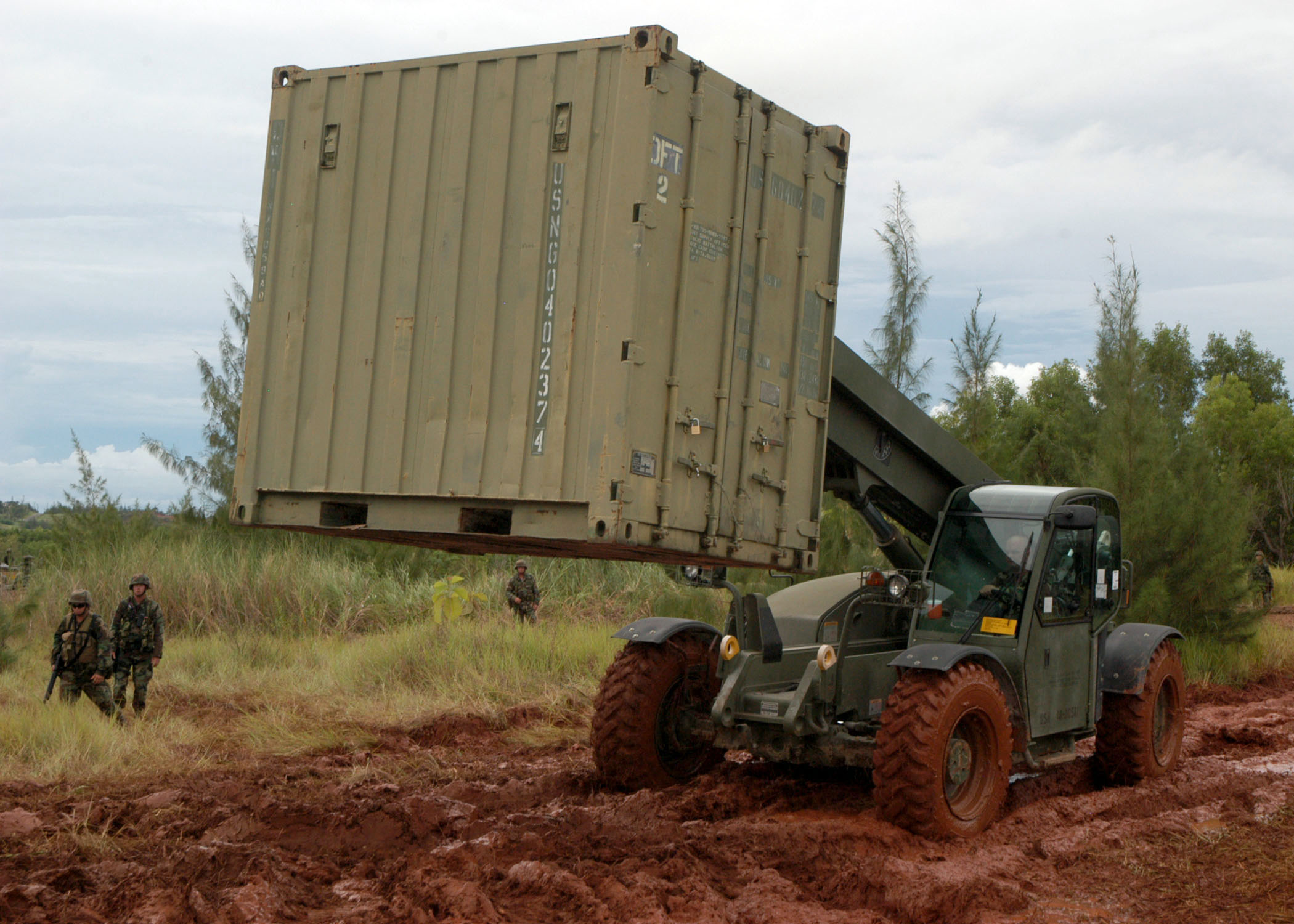
Hải quân Hoa Kỳ di chuyển hộp Bicon. Lưu ý khe cắm xe nâng chỉ có ở hai bên hông, không ở đầu container.

## Mã báo cáo

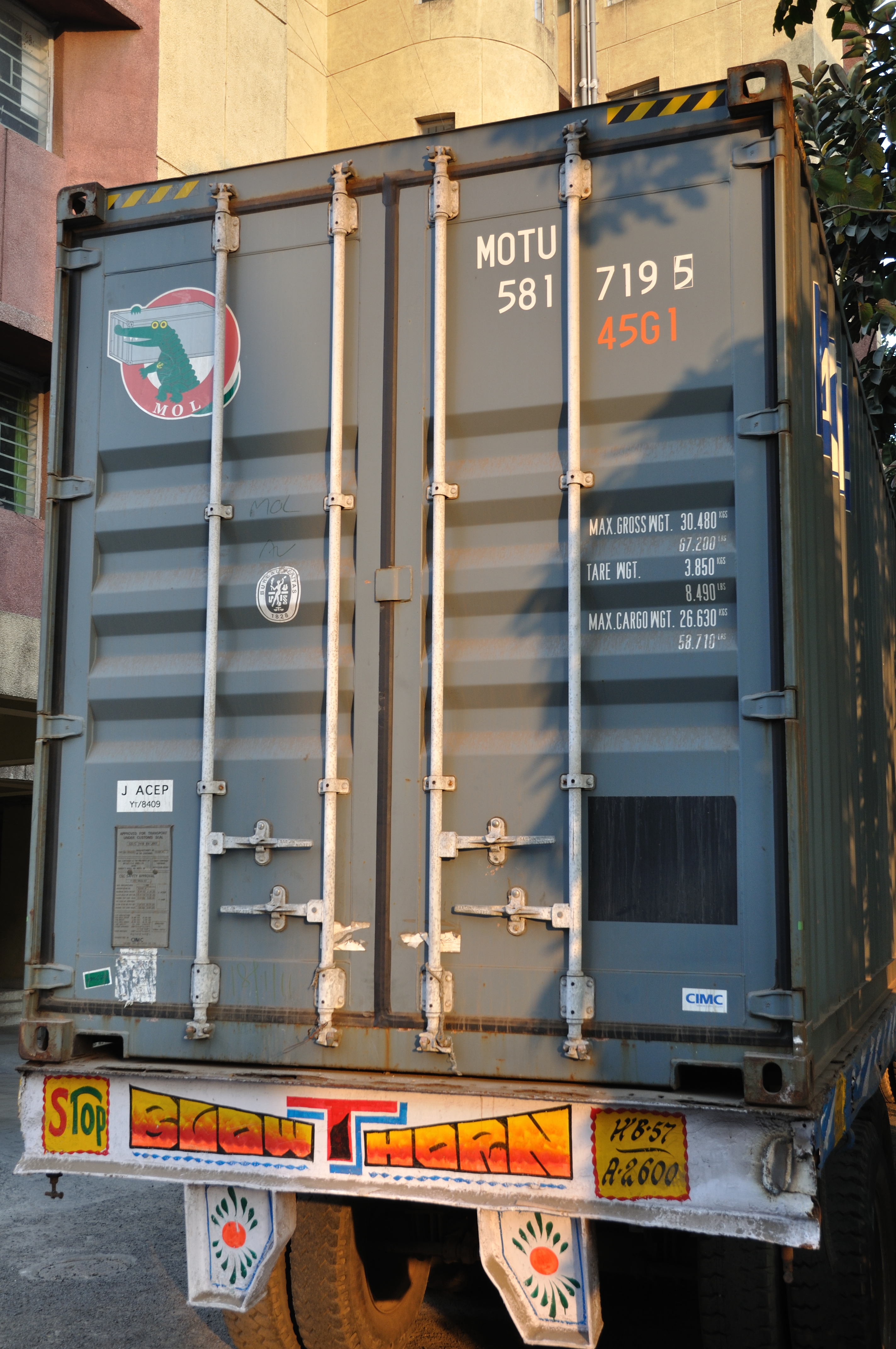
Các dấu ở phần đuôi của container của hãng MOL

Mỗi container được gán một mã báo cáo tiêu chuẩn (mã sở hữu), bao gồm bốn chữ cái kết thúc bằng U, J hoặc Z, theo sau là sáu chữ số và một chữ số kiểm tra. Mã sở hữu cho container đa phương thức được cấp bởi Bureau International des Containers (Văn phòng container quốc tế, viết tắt là B.I.C.) tại Pháp, do đó tên "Mã BIC" cho mã báo cáo container đa phương thức. Cho đến nay, chỉ có mã BIC dài bốn chữ cái kết thúc bằng U.
Các container vận chuyển có các mã nhận dạng như mã nhà sản xuất, mã sở hữu, mã phân loại sử dụng, biển UN cho hàng nguy hại và mã tham khảo cho kiểm soát và bảo mật vận chuyển. Liên minh châu Âu đã bắt đầu dự án Đơn vị Nạp hàng Đa phương thức (ILU) sau khi sử dụng rộng rãi container rộng pallet ở châu Âu. Dự án này cho thấy ưu điểm của vận chuyển đa phương thức container và swap body. Mã ILU mới đã được giới thiệu theo tiêu chuẩn EN 13044, tương tự như mã BIC trước đây. Mã sở hữu của container đa phương thức do Văn phòng container quốc tế BIC cấp kết thúc bằng U, J hoặc Z. Các dấu báo cáo sở hữu cho swap body kết thúc bằng A, B, C, D hoặc K sẽ được cấp bởi Văn phòng phân bổ mới của Liên minh Quốc tế Công ty Vận tải Đường sắt và Đường bộ Kết hợp (UIRR). Từ tháng 7 năm 2011, mã ILU mới có thể đăng ký, và từ tháng 7 năm 2014, tất cả container ISO đa phương thức và swap body đa phương thức phải có mã sở hữu. Từ tháng 7 năm 2019, tất cả chúng phải mang một biển ghi phù hợp theo tiêu chuẩn.

## Xử lý

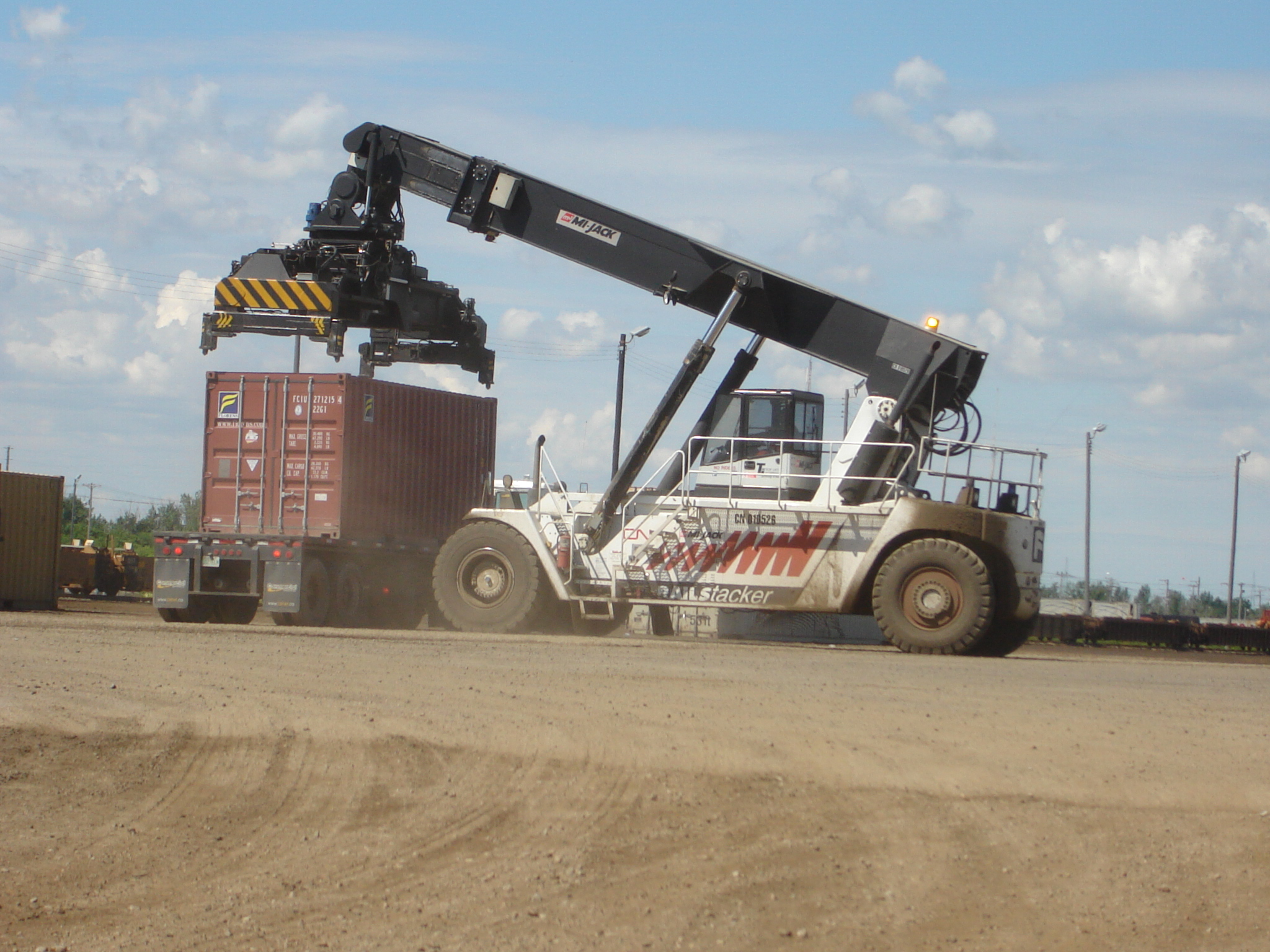
Container được chuyển từ toa tàu lên xe tải bằng reach stacker.

Container di chuyển giữa tàu, xe tải và tàu bằng cần cẩu container tại cảng. Forklift, reach stacker, straddle carrier, container jack và cần cẩu có thể được sử dụng để nạp và dỡ hàng từ xe tải hoặc tàu hỏa ngoài cảng. Swap body, sidelifter, xe tải nâng bằng sàn và xe tải có cần cẩu cho phép chuyển hàng tới và từ xe tải mà không cần thiết bị thêm.
Container tiêu chuẩn ISO có thể được xử lý và nâng bằng nhiều cách thông qua các thiết bị gắn ở góc container, nhưng container dài 45 feet (loại E) có hạn chế trong việc nâng bên hông và không thể nâng bằng forklift, theo tiêu chuẩn ISO 3874 (1997).

## Vận tải
Container có thể được vận chuyển bằng tàu container, xe tải và xe tàu hàng trong cùng một hành trình mà không cần gỡ gói hàng. Các đơn vị có thể được cố định bằng các điểm "khóa vặn" nằm ở mỗi góc của container. Mỗi container đều có mã độc đáo BIC được sơn bên ngoài để nhận dạng và theo dõi, và có khả năng chứa lên đến 20-25 tấn. Chi phí vận chuyển được tính theo đơn vị tương đương 20 feet (TEU).

### Đường sắt

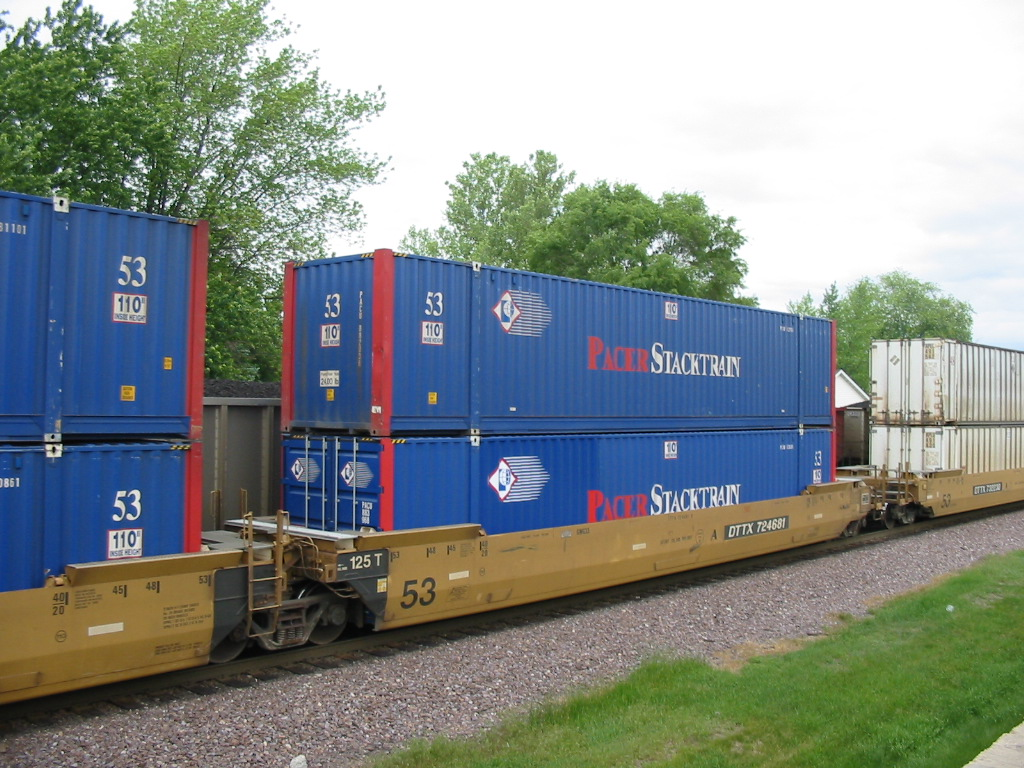
Phần của tàu container "double stack" do Union Pacific Railroad vận hành, các container thuộc sở hữu của Pacer Stacktrain, các toa xe đặc biệt bởi TTX.

Trong vận chuyển đường sắt, container có thể được chở trên các toa xe thẳng hoặc toa xe chứa hàng đặc biệt. Những toa xe chứa hàng này được thiết kế đặc biệt để vận chuyển container và có thể chứa nhiều container xếp chồng lên nhau. Tuy nhiên, kích thước tiêu chuẩn của đường sắt có thể hạn chế các phương thức và loại vận chuyển container. Các hệ thống đường sắt ở châu Âu thường có kích thước tiêu chuẩn nhỏ hơn, chỉ cho phép chứa container xếp một tầng. Ở một số nước như Vương quốc Anh, có các phần của mạng lưới đường sắt không cho phép container loại high-cube đi qua, hoặc chỉ có thể đi qua trên các toa xe đặc biệt. Tuy nhiên, Indian Railways vận hành container xếp chồng lên nhau trên toa xe thẳng dưới dây điện 25 kV AC. Dây điện phải cách mặt đường ít nhất 7,45 mét. China Railway cũng vận hành container xếp chồng lên nhau dưới dây điện, nhưng phải sử dụng các toa xe đặc biệt vì dây điện chỉ cách mặt đường 6,6 mét.

### Biển
Khoảng 90% hàng hóa không chất đống trên thế giới được chuyển bằng container. Các tàu container lớn nhất có thể mang hơn 19.000 TEU (tương đương số container kích thước 20 feet). Trong giai đoạn từ 2011 đến 2013, trung bình có khoảng 2.683 container bị mất trên biển. Ước tính khác lên tới 10.000 container; trong số này, dự kiến có 10% chứa hóa chất độc hại cho đời sống biển. Có nhiều hệ thống khác nhau được sử dụng để cố định container trên tàu. Tình trạng mất container trên biển thường thấp.

### Hàng không
Container cũng có thể được vận chuyển bằng máy bay, nhưng thường ít được sử dụng vì chi phí cao và khó tìm máy bay phù hợp. Có container hàng không đặc biệt, nhỏ hơn, gọi là đơn vị thiết bị tải hàng.

## An toàn và bảo mật
Có nhiều cách và vật liệu đã được thiết lập từ lâu để đảm bảo container đa phương thức được ổn định và bảo vệ khi được đặt lên tàu, cũng như bảo vệ hàng hóa bên trong. Các phương pháp và vật liệu truyền thống như dây thép buộc và khối gỗ đỡ đã tồn tại hàng thập kỷ và vẫn được sử dụng rộng rãi. Hiện nay, việc sử dụng dây đeo polyester và dây tổng hợp cũng rất phổ biến. Để giữ hàng hóa cố định, túi đỡ (còn gọi là "túi khí") được sử dụng.
Ngoài ra, các Flexi-bag cũng có thể được đặt trực tiếp và xếp chồng trong các container chất lượng thực phẩm. Thực tế, hình dáng chuẩn của chúng phủ toàn bộ diện tích sàn container ISO 20 ft.

Các phương pháp đảm bảo container hoặc hàng hóa bên trong
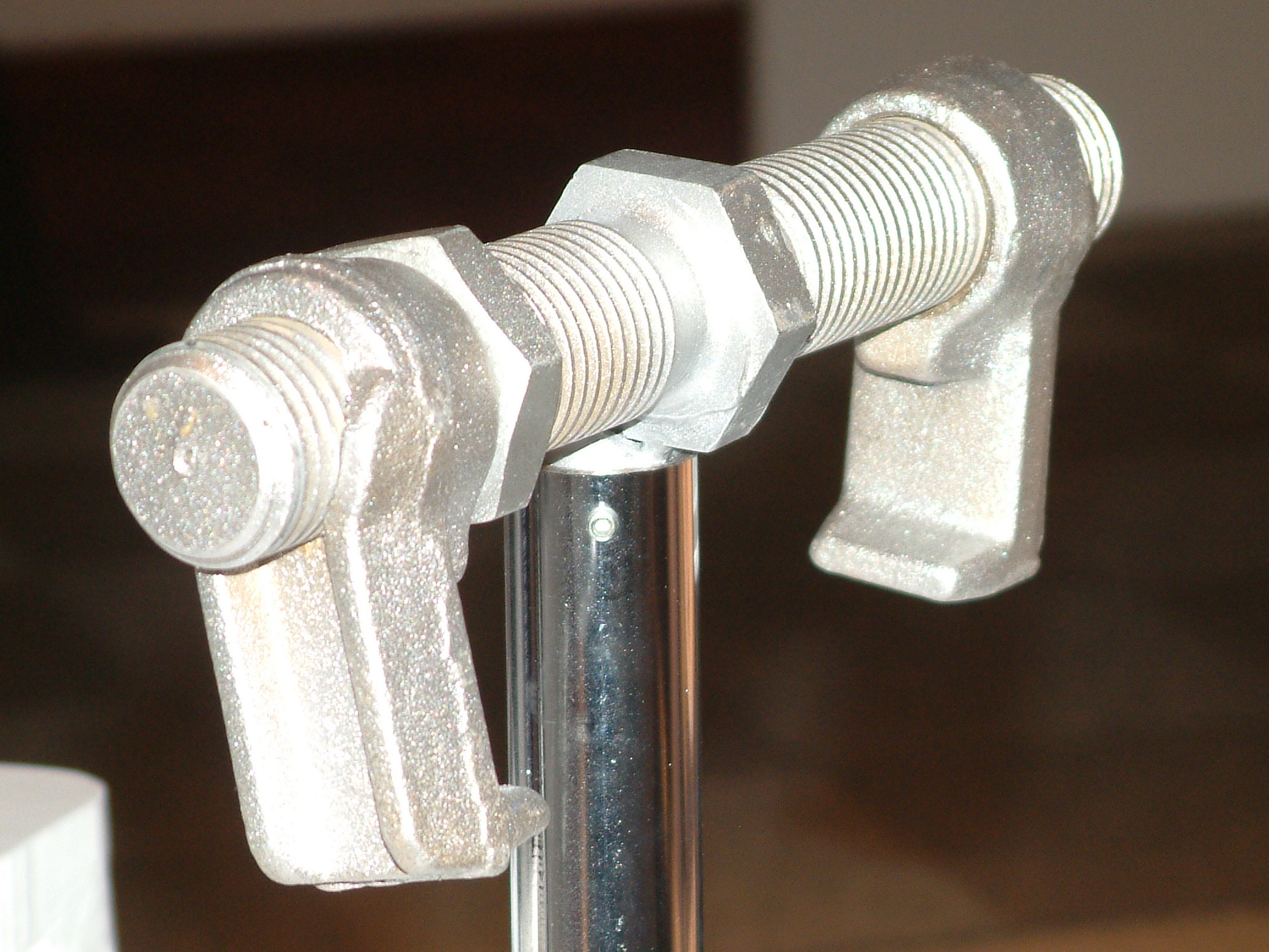
Container có thể được nối ngang với phụ kiện cầu cố định
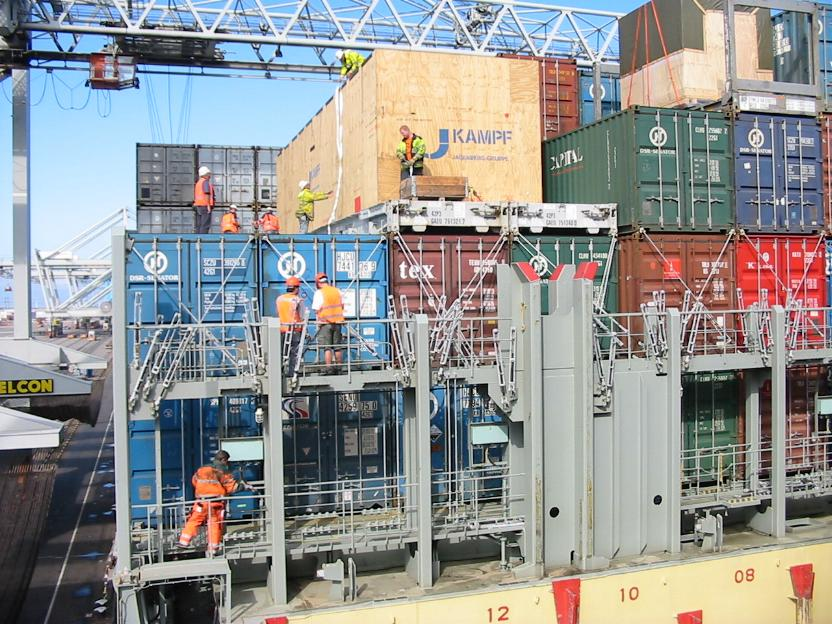
Công nhân bến đang cố định container trên tàu bằng thanh lashing thép và turnbuckle
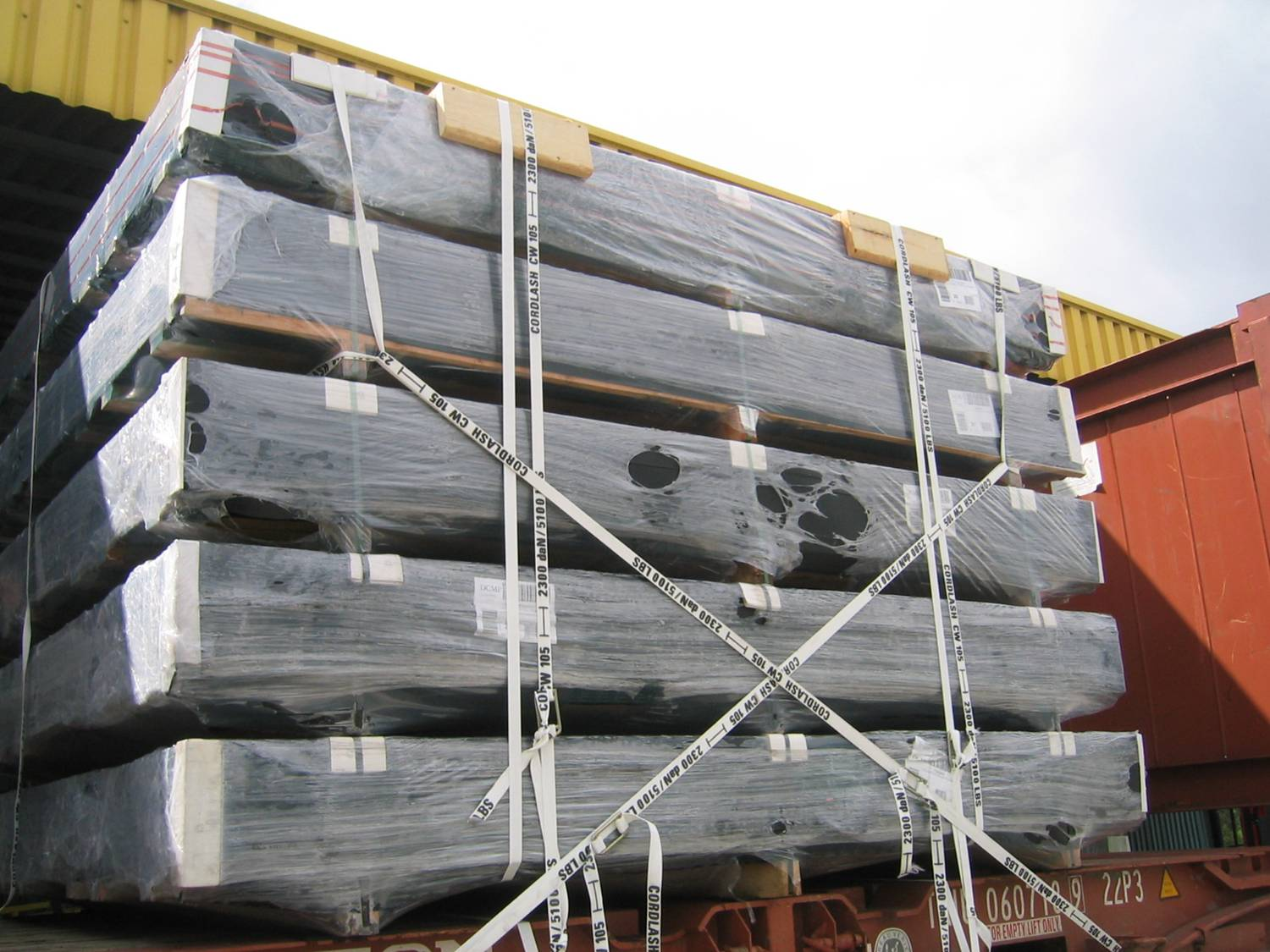
Ứng dụng dây đeo polyester
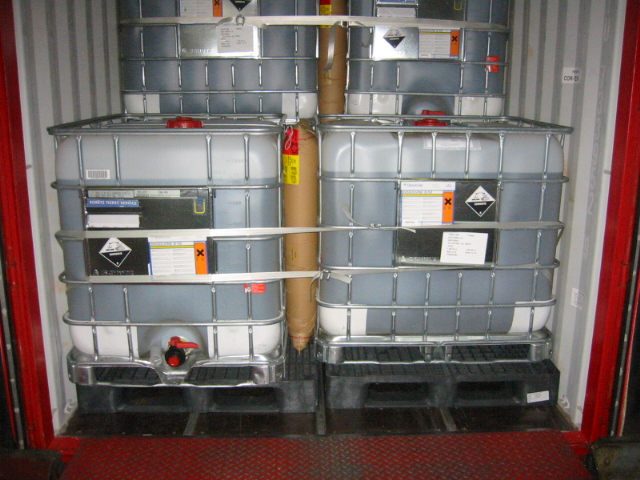
Ứng dụng dây đeo polyester và túi đỡ
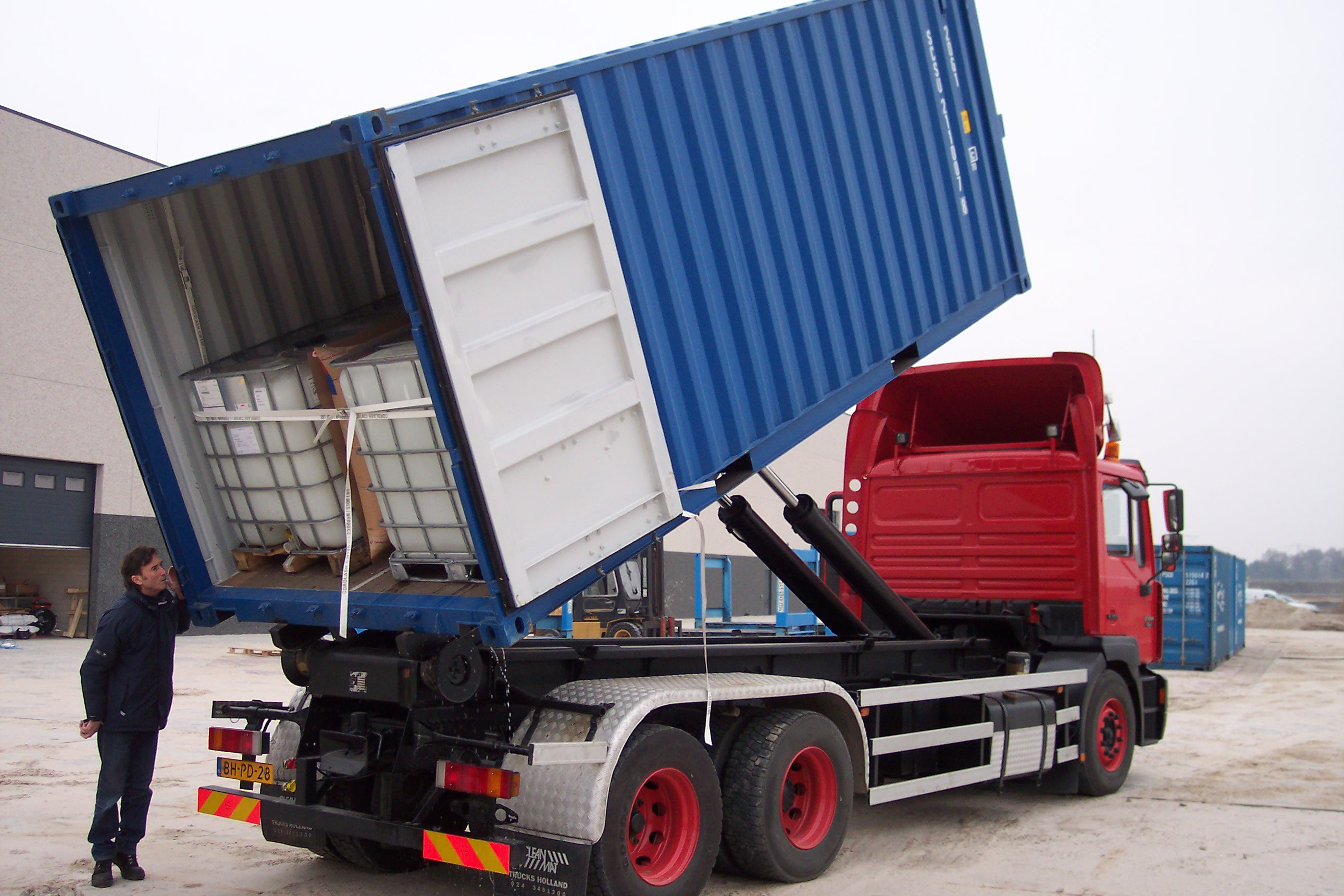
Áp dụng trong container

## Sử dụng mục đích khác

### Thiết bị đóng container

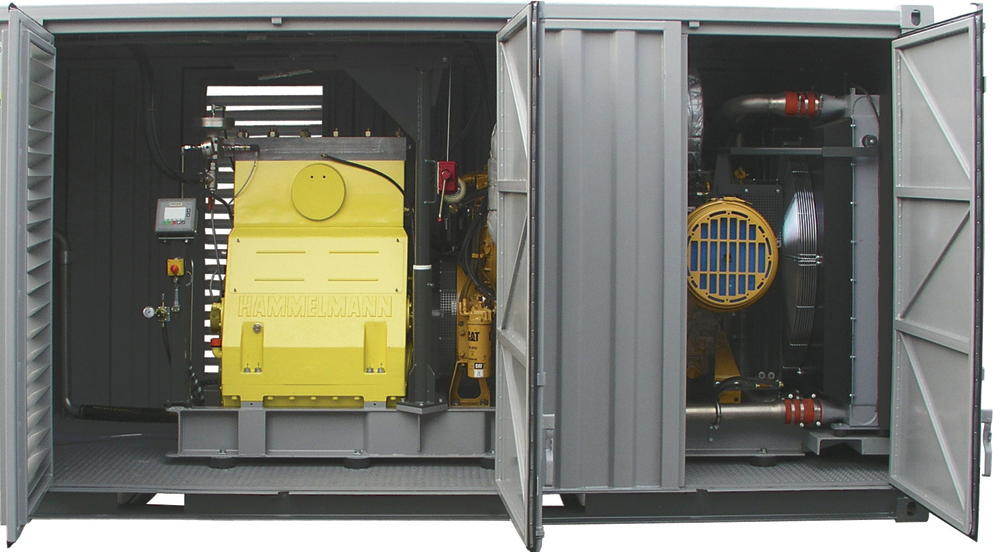
Đơn vị dầu diesel Hammelmann tích hợp trong container

Các đơn vị kích thước container thường được sử dụng để chuyển thiết bị lớn đến các vị trí tạm thời. Các container chuyên dụng đặc biệt hấp dẫn với quân đội sử dụng container để di chuyển hàng hóa. Việc di chuyển thiết bị đặc biệt này giúp đơn giản hóa logistics và ngăn ngừa việc định danh thiết bị có giá trị cao bởi kẻ thù. Hệ thống như này có thể bao gồm cơ sở điều khiển, phòng mổ di động hoặc thậm chí là pháo đài tên lửa (như tên lửa bề mặt-bề mặt 3M-54 Klub của Nga).
Các hệ thống xử lý nước hoàn chỉnh có thể được lắp đặt trong các container và vận chuyển khắp thế giới.
Máy phát điện có thể được lắp đặt cố định trong các container để sử dụng làm nguồn điện di động.

### Tái sử dụng

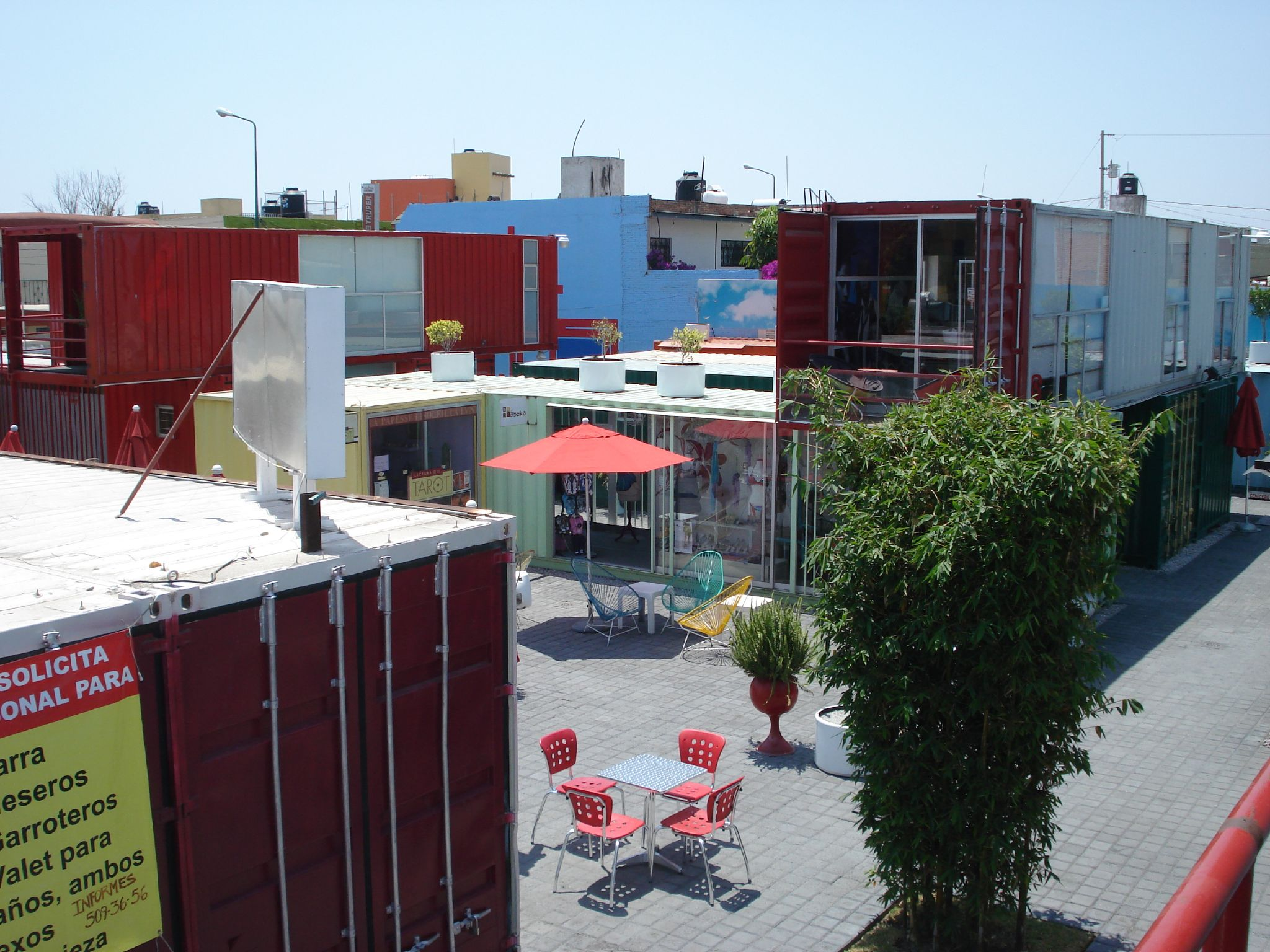
Container City ở Cholula, Mexico sử dụng năm mươi container biển cũ cho tổng diện tích 4500 m2 của các cơ sở sản xuất, nhà hàng, phòng trưng bày, vv., cũng như một số ngôi nhà.

Một nửa số container nhập cảnh vào Hoa Kỳ rời đi trống rỗng. Chúng thường có giá trị thấp hơn tại Hoa Kỳ so với Trung Quốc, nên thường được sử dụng cho các mục đích khác, thường là khi hết cuộc hành trình. Quân đội Hoa Kỳ thường dùng container Conex làm kho chứa tại hiện trường hoặc nhà ở di động cho nhân sự chỉ huy và phòng khám y tế. Gần hết tất cả hơn 150.000 container Conex vận chuyển đến Việt Nam đã ở lại trong nước, chủ yếu dùng làm kho chứa hoặc cơ sở di động khác. Đặt cố định hoặc bán cố định container để làm kho chứa là phổ biến. Một container thông thường có kích thước bốn mươi feet có khoảng 4.000 kg (8.818 lb) thép, cần tới 8.000 kWh (28.800 MJ) năng lượng để nấu chảy. Tái sử dụng container vận chuyển ngày càng trở thành giải pháp thực tế cho cả vấn đề xã hội và môi trường.
Kiến trúc container vận chuyển sử dụng container cũ làm khung cho ngôi nhà modul, với thép được tích hợp trong thiết kế hoặc che giấu trong ngôi nhà truyền thống. Chúng cũng được áp dụng để tạo cửa hàng tạm thời, quán cà phê, trung tâm dữ liệu máy tính như Sun Modular Datacenter.
Tuy container đa phương thức không đủ mạnh để chuyển đổi thành bunkers ngầm mà không cần thêm cấu trúc cường độ, vì tường không thể chịu được áp lực nằm ngang và có thể gãy. Ngoài ra, sàn gỗ của nhiều container cũ có thể chứa hóa chất diệt côn trùng, khiến chúng không phù hợp cho không gian hạn chế như tù hoặc bunkers. Vệ sinh hoặc thay thế sàn gỗ có thể biến container cũ thành nơi ở, cần quan tâm đến thông gió và cách nhiệt.

## Tiêu chuẩn quốc tế

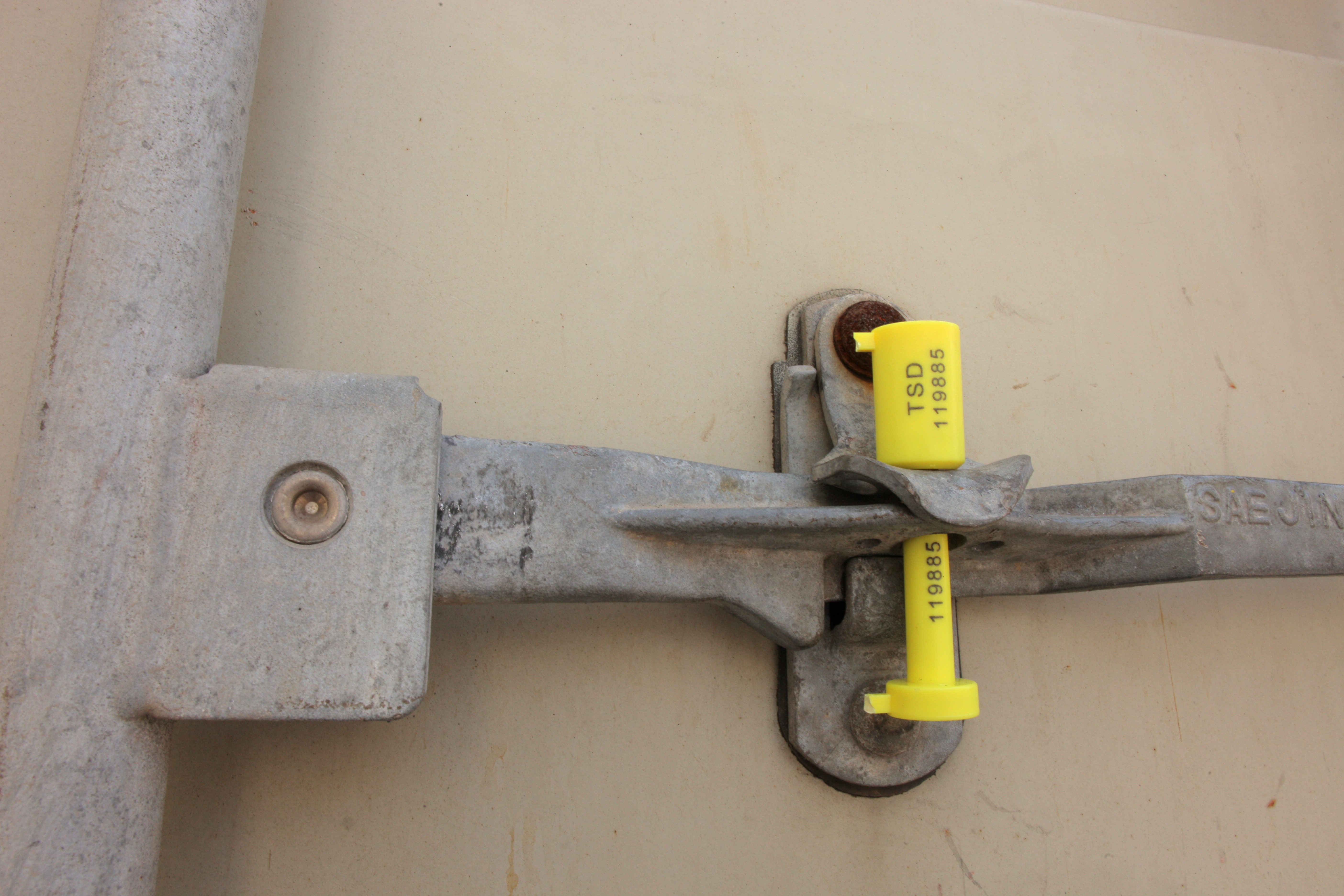
Tamper seal on the door locking bar handles of an ISO container

- Tiêu chuẩn ASTM D5728-00 Về Phương pháp Đảm bảo An toàn Hàng hóa trong Vận chuyển Bề mặt Đa phương thức và Đơn hướng
- Tiêu chuẩn ISO 668:2013 Dành cho Loạt 1 Container Hàng – Phân loại, kích thước và trọng lượng định mức
- Tiêu chuẩn ISO 830:1999 Về Container Hàng – Từ vựng
- Tiêu chuẩn ISO 1161:1984 Về Loạt 1 Container Hàng – Thiết bị góc – Thông số kỹ thuật
- Tiêu chuẩn ISO 1496 – Loạt 1 Container Hàng – Thông số kỹ thuật và thử nghiệm
  - Tiêu chuẩn ISO 1496-1:2013 – Phần 1: Container hàng đa dụng cho mục đích chung
  - Tiêu chuẩn ISO 1496-2:2008 – Phần 2: Container nhiệt
  - Tiêu chuẩn ISO 1496-3:1995 – Phần 3: Container bể dùng cho chất lỏng, khí và hàng khô áp lực
  - Tiêu chuẩn ISO 1496-4:1991 – Phần 4: Container không áp lực cho hàng khô áp lực
  - Tiêu chuẩn ISO 1496-5:1991 – Phần 5: Container nền và container dựa trên nền
- Tiêu chuẩn ISO 2308:1972 Về Móc nâng Container hàng có dung tích lên đến 30 tấn – Yêu cầu cơ bản
- Tiêu chuẩn ISO 3874:1997 Về Loạt 1 Container Hàng – Xử lý và cố định
- Tiêu chuẩn ISO 6346:1995 Về Container Hàng – Mã hóa, nhận dạng và đánh dấu
- Tiêu chuẩn ISO 9897:1997 Về Container Hàng – Trao đổi dữ liệu thiết bị container (CEDEX) – Mã giao tiếp chung
- Tiêu chuẩn ISO/TS 10891:2009 Về Container Hàng – Nhận dạng tần số vô tuyến (RFID) – Thẻ biển giấy phép
- Tiêu chuẩn ISO 14829:2002 Về Container Hàng – Xe nâng chân để xử lý container hàng – Tính toán tính ổn định
- Tiêu chuẩn ISO 17363:2007 Về Ứng dụng Chuỗi cung ứng của RFID – Container hàng
- Tiêu chuẩn ISO/PAS 17712:2006 Về Container Hàng – Dấu niêm phong cơ khí
- Tiêu chuẩn ISO 18185-2:2007 Về Container Hàng – Dấu điện tử